# Södermanlands regemente (infanteri)
Södermanlands regemente (I 10) var ett infanteriförband inom svenska armén som verkade i olika former åren 1634–1942 och 1957–1963. Förbandsledningen var från 1921 förlagd i Strängnäs garnison i Strängnäs. 1693–1877 fanns överstebostället på Dagöholm i Lerbo socken.

## Historik
Södermanlands regemente härstammar från de fänikor som på 1500-talet sattes upp i Södermanland. Den ena Södermanlandsfänikan deltog i erövrandet av Nyköpingshus från danskarna 1521. Den andra fänikan från norra Södermanland deltog i erövringen av Västerås och Tynnelsö slott. Senare fanns tre Södermanlandsfänikor - Nyköpings, Gripsholms och Rekarne fänikor. Fänikorna inom Hertig Karls och senare hertig Karl Filips som omfattade större delen Södermanland, Närke och Värmland kom huvudsakligen att skrivas ut tillsammans, fördelade på landskapsvisa fänikor som förenades i ett landskapsregemente som vanligen kallades Södermanlands storregemente. Indelningen visade sig dock otyplig, och 1624–1627 var uppdelades regementet i två. Alexander Leslie, som tidigare varit storregementschef blev chef över Närke-Värmlands regemente medan överstelöjtnanten vid storregementet Erik Ryning blev regementschef vid Södermanlands regemente. I 1634 års regeringsform fastställdes den svenska regementetsindelningen, där det angavs att armén skulle bestå av 28 regementen till häst och fot, med fördelningen av åtta till häst och 20 till fot. De indelta och roterande regementena namngavs efter län eller landskap, medan de värvade regementena uppkallades efter sin chef. Regeringsformen angav Södermanlands regemente som det fjärde i ordningen. Dock blev det ett nummer som aldrig användes, annat än för att ange regementets plats, enligt den då gällande rangordning. Södermanlands regemente ansågs som landets äldsta regemente (Svea livgarde ej medräknat, som verkade mer som en livvakt till konungen och huvudstaden).
Södermanlands regemente svar tänkt att bestå av åtta kompanier som kunde delas i två skvadroner om vardera fyra kompanier. För att snabbt kunna sätta upp nya förband kom regementet i praktiken under de första åren vanligen bestå av fler kompanier. Så skedde bland annat 1633, då av de fyra kompanier av regementet som sänts till Tyskland, tre sändes tillbaka till Sverige, medan ett blev kvar i Magdeburg. Samtidigt uppsattes ett nytt kompani i Sverige. Kompaniet i Magdeburg hade 1636 försvagats så pass att det då upplöstes, och regementet hade sedan åter åtta kompanier. I samband med att en skvadron av regementet sändes till Pommern 1642 uppsattes dock ytterligare två kompanier, och regementet hade då tio kompanier. 1643 tillkom ytterligare ett och 1644–1645 ytterligare två, så att regementet hade tretton kompanier. De försvagades efterhand genom förluster och slogs samman, och 1647 var man nere på nio kompanier. Under utskrivningarna i samband med Karl X Gustavs krig ökade antalet kompanier åter till tretton, och kom därefter att växla, men minskade under 1660-talet och 1670-talet och var från 1680 åtta.
Regementet och dess föregångare hade under 1620-talet deltagit i striderna mot Polen i Livland och Preussen. När Trettioåriga kriget startade hölls regementet först kvar hemma i Sverige. 1631 skickades dock en skvadron av regementet till Stettin för att ingå i garnisonen där. Skvadronen ingick senare i Johan Banérs armé men sändes 1633 tillbaka till Sverige. 1634 var Södermanlands regemente i Sverige och eskorterade i juni Gustav II Adolfs lik då det fördes från Nyköping till Stockholm. Regementet paraderade även vid begravningen i Stockholm. Under resten av Trettioåriga kriget hölls regementet främst i garnisonstjänst i Sverige och Pommern. Med utbrottet av Torstensonska kriget deltog regementet i fälttågen i västra och södra Sverige 1644–1645. Under Trettioåriga krigets slutskede deltog regementet i fälttåget i Böhmen och belägringen av Prag.
Inför Karl X Gustavs polska krig överfördes fyra kompanier av Södermanlands regemente till Vorpommern våren 1655. Ytterligare sex kompanier om runt 600 soldater sändes i juli över Östersjön till Stettin, där de förenades med de tidigare överförda trupperna. Av regementet, som kommenderades av Johan von Vietinghoff med Krister Svinhufvud som överstelöjtnant och Nils Hufvudfelt som major, lämnades två kompanier i garnison i Stettin medan de övriga åtta kompanierna om sammanlagt 736 man följde Gustaf Otto Stenbock under hans inmarsch i Polen. Regementet återsamlades i Warszawa, som intogs utan större motstånd. Medan Karl X Gustav tågade iväg med huvudarmén, gick Stenbock med sina trupper för att krossa ett masuriskt adeluppbåd som lägrade sig mitt emot Nowodwor vid Bug. I slaget vid Nowy Dwór som följde 20 september blev regementets elddop under kriget. I oktober förenades de båda svenska arméerna, en rulla från november visar att Södermanlands regemente då förlorat 50 man i stupade och saknade. Våren 1656 låg regementet förlagt i Thorn. Här hölls en mönstring som visade att regementet då bestod av 660 man. Ytterligare 98 man låg i garnison i Stettin. I april avgick von Vietinghoff som regementschef och Krister Svinhufvud blev ny chef. Major Berndt Sanitz från Skaraborgs regemente blev överstelöjtnant. Under Svinhufvuds befäl deltog fyra kompanier av regementet i Tredagarsslaget vid Warszawa. Regementet led där svåra förluster, men några exakta siffror för just Södermanlands regemente finns inte. I en rulla i december 1656 sägs 156 soldater ha stupat och två blivit tillfångatagna. I februari 1657 sändes Svinhufvud hem till Sverige för att leda nyutskrivningarna vid rgementet. Sanitz tog befälet över fältregementet. Major Hufvudfelt dog samma år i Elbing och efterträddes av Mattias Wigel.
Då Karl X Gustavs första danska krig bröt ut kom de båda regementen ur Södermanlands regemente som legat förlagda i Stettin att följa huvudarmén under Karl X Gustav genom Hinterpommern och Mecklenburg, inbrytningen i Holstein i juli och inmarchen i Jylland. De kom sedan ingå i den häravdelning under Carl Gustaf Wrangel som ledde befrielsen av Bremen från danska trupper. De förenade sig sedan med huvudarmén, och deltog i stormningen av Frederiksodde i oktober 1657. I början av januari 1658 mönstrades Södermanlands regemente som då befann sig i Frederiksodde, och anges då bestå av 366 man om 8 kompanier. Tåget över Bält finns med som segernamn på regementets fanor. Trots det finns det inga belägg på att regementet deltog i marschen över isen. 1892 års fankommitté ansåg dock att anse det som trolig att regementet deltog. Nästa rulla över regementet gjordes 13 april 1658 i Anklam, då var större delen av soldaterna förlagda på olika platser i Svenska Pommern.
Södermanlands regemente hade mobiliserats redan hösten 1699 och efter marsch till Karlskrona överskeppats och förlagts i kvarter i Pommern, och befann sig där vid utbrottet av Stora nordiska kriget. Sommaren 1702 deltog regementet i Nils Gyllenstiernas infall i Polen och deltog i flera av striderna mot de sachsiska trupperna här. Bland annat deltog man i slaget vid Fraustadt, där premiärkaptenen Lorentz Magnus Didron, två fältväblar, en rustmästare, sex korpraler och en hautboist stupade. Det finns ingen dokumentation av hur många av regementets soldater som stupade.
Regementet deltog 1709 i Slaget vid Poltava där det led stora förluster. Drygt 200 man följde Karl XII till Bender, resterande delar av regementet föll i fångenskap den 1 juli 1709, i samband med Kapitulationen vid Perevolotjna. Huvuduppgiften att nyuppsätta regementet i Sverige föll på regementets nye chef Jacob Grundel, som lyckades att redan 10 januari 1710 ha förbandet återuppsatt och redo för marsch. Samma dag skickades regementet iväg söderut för att understödja Magnus Stenbocks arme. Man utnyttjade tiden under marschen för att öva de nyuppsatta förbanden. Regementet ankom 4 februari och stationerades i Osby som gjorts till svenska arméns samlingsplats. 7 februari sändes regementet till Hasslebro där en mindre dansk trupp anfallit en svensk förpost. Något anfall kom dock inte, och efter ett dygn drogs regementet tillbaka. 15 februari fick 200 man ur regementet uppdrag att driva in provantering för armén från bönder i trakten - man led svårt av provantbrist. Södermanlands regemente deltog även i slaget vid Helsingborg 28 februari 1710. Förlusterna för regementet uppgick till 91 stupade och 135 sårade. I december 1710 skickades regementet till Halland, där det förlades på landsbygden. I augusti 1711 skickades Södermanlands regemente norrut till Uddevallatrakten där en dansk-norskt infall bevarades. 18 augusti anlände man till Uddevalla och 20 augusti beordrades ett anfalla den fientliga armén som gått i läge inför Bohus fästning. De hade dock redan hunnit dra sig tillbaka när svenskarna ankom, och regementet sändes i stället till Västergötland och därifrån senare vidare södrut. 23 oktober marscherade man genom Kristianstad och 28 oktober nådde man Karlskrona, varifrån regementet redan samma dag skeppades över till Pommern. Av regementet kom dock 519 man att kommenderas som besättning på olika fartyg, medan 527 man sattes iland på Rügen. Chefskapet var komplicerad, formell chef var Thomas Funkck, som dock var på tjänsteuppdrag hos kungen i Bender. Som tillförordnad chef var Christer Reinhold von Schlippenbach, samtidigt hade fortfarande Jakob Grundel rådets fullmakt att vara chef över regementet. 14 november 1712 blev dock Christer Reinhold von Schlippenbach formellt överste och regementschef. Under slutet av 1711 och huvuddelen av 1712 deltog Södermanlands regemente i operationerna kring Stralsund. Klagomålen mot brister i både beklädning och utrustning var många, regementet anges ha befunnit sig i "det eländigaste tillstånd". I samband med att den dansk-sachsiska hären ryckte fram mot Gadebuch och den svenska hären sändes att möta dem följde omkring 500 man ur regementet med. Övriga stannade i Stralsund som garnisonstrupp. Man deltog i slaget vid Gadebusch, vilket regementet även tilldelades som segernamn. Efter Gadebusch marscherade den svenska hären, vilken bland annat bestod av Västgöta regemente, västerut. Då både förplägnad och ammunition sinade tvingades Magnus Stenbock med sin kvarvarande armé att kapitulera den 6 maj 1713 vid Tönnigen i norra Tyskland, något som kom att kallas för Stenbocks kapitulation vid Tönnigen. Kapitulationen resulterade i att flera svenska regementen upplöstes och hamnade i dansk fångenskap, där bland Södermanlands regemente tillsammans med Östgöta regemente 14 maj. Av regementet kvarstod då endast 120 nyrekryterade soldater förlagda till Kalmar och Karlshamn. Genom nyrekrytering och att 370 man överfördes från Gustav Oxenstiernas tremänningsregemente för östgötar och sörmlänningar kunde man sätta upp ett nytt regemente. Fulltaligt blev dock inte regementet. Under våren och sommaren 1714 tjänstgjorde en del av regementet på olika fartyg i operationer mot ryssarna. I augusti 1714 kommenderades 250 man till Roslagen i beredskap mot en möjlig rysk landstigning. Livbataljonen mönstrades 26 april i Nyköping och överstelöjtnantens bataljon 3-4 maj 1714 i Eskilstuna under överseende av kungens svåger Fredrik av Hessen. I januari 1716 avmarscherade livbataljonen under Christer Reinhold von Schlippenbachs befäl till Värmland. Regementet deltog i det misslyckade fälttåget mot Norge 1716, under återtåget från Kristiania deltog regementet i den misslyckade stormningen av Fredrikssten, där många av regementets soldater stupade. Regementschefen Christer Reinhold von Schlippenbach blev själv dödligt sårad. Två dagar efter hans död utsågs Rutger Fuchs till ny regementschef. Livbataljonen hölls därefter förlagd nära gränsen i Sverige till den i december 1716 skiclades hem till Södermanland. Överstelöjtnantens bataljon, som hållits förlagd i Skåne och Wismar sändes 6 november hem till Södermanland. Under 1717 ägnades främst åt nyutrustning av armén, som erhöll nya uniformer och nya fanor. En generalmönstring hölls i augusti 1718, inför regementets avgång för att delta med södra armén i angreppet på Norge. 27 november deltog man i stormningen av skansen Gyldenlöve där flera av regementets soldater stupade. 29 november stupade löjtnant Carl Wilhelm Drakenhielm vid Nyköpings kompani efter att ha blivit skjuten av en karteschkula i huvudet. Ett dygn senare stupade kungen, och kort därefter började de svenska trupperna lämna Norge. Överstelöjtnantens bataljon hade anlänt till Fredrikshald först 6 december, och 8 december började återtåget till Sverige. 10 december passerades gränsen och på nyårsafton upplöstes regementet och soldaterna återvände till sina rotar.
I början av 1719 återsamlades regementet inför ryssarnas befarade landstigningar i Sverige. Södermanlands regemente hade stationerats i Danderyd. 10 juli beordrades dock inför ett möjligt anfall mot Stockholm regementet att förflytta sig till Skarpa äng under Skarpnäck söder om staden. Ryssarna prövade befästningarna vid Baggestäket 15 och 16 juli, men något anfall kom inte. Det dröjde till 13 augusti innan ett allvarligare anfall kom. Södermanlands regemente beordrades att snabbt marschera till Stäket och deltog i slaget vid Stäket. När man anlände till platsen hade ryssarna drivit bort trupper från Östgöta och Södermanlands tremänningsregemente som försvarade passet. En lång eldstrid med de ryska trupperna följde, till dess att mörkret och snårskog försvårade fortsatt strid. Man hade märkt att den ryska beskjutningen minskat, ock drog sig tillbaka ett stycke. När man nästa dag åter ryckte fram, sedan förstärkningar från Stockholm ankommit, upptäckte man att ryssarna dragit sig tillbaka. Regementet förlorade 28 stupade och 71 sårade. Regementet beordrades därefter tillbaka till Stockholm. Efter generalmönstring där 16 september sändes regementet 19 september hem till rotarna. Under härjningarna 1720 hölls regementet i beredskap i Södertälje i april och därefter en tid i Stockholm. 200 man ur regementet kommenderades till örlogsfartyg. Även under härjningarna 1721 lades regementet i beredskap, men fick efter 14 juni 1721 återvända hem.

### Hattarnas ryska krig
1739 sändes en kommendering om 750 soldater ur Södermanlands regemente ingående i en armé om 6 000 man inför ett planerat krig mot Ryssland. Då Ryssland i september samma år slöt fred med Turkiet, sköts krigsplanerna på framtiden. Trupperna hölls dock kvar i Finland, delvis sysselsatta med arbeten på fästningen i Villmanstrand. Vid utbrottet av hattarnas ryska krig och ryssarnas snabba framryckning mot gränsstaden befann sig huvuddelen av Södermanlands regemente förlagda i Marttila, varifrån de raskt avmarcherade till gränsen. I Slaget vid Villmanstrand hörde Södermanlands regemente till ett av de hårdast drabbade med 8 stupade och 23 tillfångatagna officerare och 367 döda och tillfångatagna bland manskapet. Av drygt 150 man som återvände till Marttilla var över hälften sårade. Nya förstärkningar anlände dock kort därefter från Södermanland. Många uniformer var i dåligt skick, och man tog 176 kappor från stupade soldater som lämnats kvar i Marttila för att reparera de trasiga uniformerna. I november 1741 ingick man i armén som ryckte fram mot Säkkijärvi 25 november gjorde Elisabet av Ryssland med svenskt understöd statskupp. Svenskarna ingick ett "tyst vapenstillestånd" med ryssarna, och drog tillbaka till sina kvarter, men rödsot och skörbjugg skördade stora förluster. I februari 1742 uppsade ryssarna vapenvilan, och svenskarna ryckte fram till Fredrikshamn för att skydda staden. Något ryskt anfall kom dock inte. I juni fick regementet förstärkningar om 542 man från Sverige. Sedan det svenska avantgardet 24 juni 1742 lämnat passet utan strid började ett återtåg mot Helsingfors. Flera av regementets officerare lämnade regementet för att delta i riksdagen, som kallats in 20 augusti, regementschefen Rutger Fuchs hade rest hem redan 4 juli. Många finska soldater började vid det här laget desertera. Befälhavarna Charles Emil Lewenhaupt den äldre och Henrik Magnus von Buddenbrock skickades hem 20 augusti. 24 augusti 1742 kapitulerade armén, som då var i upplösning utanför Helsingfors, mot fritt avtåg. Artilleriet och de finska soldaternas vapen skulle lämnas över till ryssarna. 26 augusti embarkerade Södermanlands regemente på olika farkoster, och efter en besvärlig resa ankom de i mindre grupper under oktober och november i Stockholm och återgick då till rotarna. Ett hårt öde drabbade de 200 man som kommenderats till örlogsflottan, där de främst drabbades av epidemier och sjukdomar. Av dessa återkom i oktober 1742 endast 30 man, resten omkom. Ingen fred var dock sluten, och i början av 1743 kommenderades regementet till avmarch mot Stockholm sedan nyrektryteringar fyllt ut luckorna. Rotehållarna skickade vid det här laget skapa protester mot att regementet mobiliserades, men från mars 1743 skickades regementet åter i fält. En del tjänstgjorde på de galärer som deltog i rensningen av Åland från ryska trupper och angrepp på ryska galärer i Åbolands skärgård. En mindre del av regementet hölls kvar i Stockholm, där de skötte de bevakningen av de tillfångatagna generalerna Buddenbrock och Lewenhaupt. Här deltog de i nedslåendet av Dalupproret 1743. En avdelning om 570 man ett 40-tal befäl sändes till Karlskrona, där man 30 september paraderade vid tronföljaren Adolf Fredriks ankomst. Med nyrekryterade soldater var de tänkta att därefter sändas till Skåne för att möta det hotande kriget med Danmark. 3 oktober kom dock kontraorder, och regementet sändes i ilmarsch mot Vänersborg. Regementet kom att inkvarteras runt om i Skaraborgs län. Sedan förlikning ingåtts med Danmark i februari 1744, sändes soldaterna tillbaka till rotarna i mars. De tre officerare vid regementet som tillfångatagits i slaget vid Villmanstrand fick återvända vintern 1743–1744.

### Pommerska kriget
Då sjuårskriget bröt ut kom stormakterna att försöka locka Sverige över på sin sida, mot löften om att återfå områden som tidigare avträtts till Preussen och subsidier för krigförningen. Villkoret var att Sverige trädde in i kriget redan under år 1757. Då en seger ansågs säker, ansåg det svenska rådet det som ett utmärkt tillfälle att få tillbaka förlorade territorier. 3.000 man varvade trupper i Svenska Pommern skulle förstärkas med 17.000 man som skulle överföras från Sverige. Däribland sex kompanier ur Södermanlands regemente. Efter generalmönstring vid Dalarö 11 augusti 1757 överfördes regementet till Stralsund och Greifswald, varefter det i slutet av augusti förlades till Wolgast. Det i hast beslutade kriget var dåligt förberett och någon operationsplan fanns inte. 13 september förklarade Sverige krig mot Preussen i det som skulle bli känt som Pommerska kriget. Huvuddelen av de Preussiska trupperna var upptagna i Böhmen, och en mindre kår avdelad mot ryssarna i Ostreussen. Till förvar av Pommern fanns endast 8.500 man lantvärn, huvuddelen förlagda som garnison i Stettin. Två kolonner svenska trupper gick över gränsfloderna Peene och Trebel, den ena skulle ta fästet Anklam och den andra Demmin. Samtidigt skulle även fästningen Anklamer Fähre vid Peenes utlopp tas. En tredje kolonn skulle ta öarna Usedom och Wollin som därvid även skulle erövra Peenemünde skans på norra Usedom. I väntan på att befälhavaren Mattias Alexander von Ungern-Sternberg skulle anlända fick general Gustaf David Hamilton leda operationerna. Bland uppgifterna för Södermanlands regemente under inledningsksedet märks att löjtnant C. J. von Essen med två underofficerare och 50 grenadjärer fick uppdrag att överrumpla skansen vid Anklamer Fähre. Med tre bådar gick han mot skansen. Vid postens anrop svarade han: "Anklamer Fischer" och fick fortsätta. 30 meter från skansen gick de på grund. Vid ett förnyat anrop svarades "Gut Schwed", varefter man vadade iland och angrep posten. Man stormade sedan skansen och tog 64 fångar. 14 kanoner, två mörsare samt ammunition, livsmedel och 27 båtar spannmål erövrades. Kapten von Schantz med 25 man var sänd att bevaka mot Anklams förstäder. Ett kompani under fänrik Hans Wattrang skulle ansluta till honom och tränga in i staden. Schantz lyckade överrumpla posterna vid en av stadsportarna samtidigt som 200 dalkarlar trängde in genom en annan port. Underhållsläget var dock bedrövligt, inför anfallet hade Dalregementet tre skott per man, man lyckades dock få låna ammunition för operationen från Västgöta-Dals regementet. Huvuddelen av Södermanlands regemente gick under majoren du Rietz över till Usedom och besatte 14 september Swinemünde, som utrymts av preussarna. En avdelning ur regementet deltog i stormningen av Peenemünde skans 23 september. I början av oktober samlades huvudstyrkan av svenska armén i Anklam, där Ungern-Sternberg 10 oktober övertog högsta befälet. Han hade fått uppdrag att försöka få till stånd ett slag mot preussarna, en seger borde kunna leda till att han kunde ta Stettin. Vid en förlust skulle han försöka hålla passen över Peene och Usedom, soldaterna skulle han försöka hålla på preussiskt territorium, då man inte hade råd att låta dem ligga på svenskt. I ett tillägg föreslog att han skulle föra trupperna mot Berlin, och därigenom kunna få förstärkning från en i nordvästra Tyskland opererande fransk armé. Den svenska armén var dock inte alls operationsduglig. Man saknade trossvagnar och ammunition. Hästarna var svaga efter överfarten. Värst av allt var skicket på soldaterna, enbart i Anklam fanns över 2.100 sjuka. En avdelning om 1.850 ryttare och 1.300 infanterister varav 92 södermanlänningar gick fram till Uecker för att samla in proviant och furage. Först sedan man fått rapporter om att starka preussiska förband var på väg mot Uecker fördes huvudstyrkan 26 oktober fram till Ferdinandshof. 14 november drogs armén tillbaka till Svenska pommern för vinterkvarter. När en preussisk kår om 28.000 man nådde förterrängen, gjorde man sig beredd att dra sig tillbaka om Stralsund och Rügen, så snart vattendragen frös. Generalmajor Wilhelm Carpelan fick order om att försvara Demmin med 1.600 man ur Västerbottens och Södermanlands regementen. 29 december fick han order om att utrymma staden, men den var då redan omringad av general Lewardts trupper. Han uppmanades att kapitulera, men avslog och staden besköts. Carpelan erbjöd sig nu att överlämna staden mot fritt avtåg, men detta avvisades av preussarna som nu fört fram förstärkningar. Preussarna drog sig kort därefter tillbaka till en position norr om Demmin, och Carpelan började planera för att 30 december försöka bryta sig ut söderut och över Tribsees och Damgarten mot Stralsund. Majoren du Rietz och frikårchefen Wrangel fortsatte dock förhandlingarna med preussarna, och 31 december överenskoms, att garnisonen skulle få fritt avtåg med två kanoner, tross, 10 patroner per man och proviant för åtta dagar. Nyårsdagen 1759 avmarcherade man i snöyra mot Stralsund, och 9 januari ankom man till Rügen. De preussiska soldaterna lades i vinterkvarter i Svenska Pommern, medan de på Rügen inneslutna svenskarna led brist på livsmedel. Vid generalmönstringen i februari 1758 var 30 % av manskapet sjuka, Södermanlands regemente hade det tydligen bättre än armén i gemen, här var endast 15 % sjuka. Inför risken av en preussisk landstigning på Rügen beslutade den nya befälhavaren Gustaf Fredrik von Rosen att låta galärflottan från april 1758 uppträda i Greifswaldbukten. Drygt 500 man ur Södermanlands regemente kommenderades till flottan, samtidigt anlände under sommaren förstärkningar från Sverige, Södermanlands regemente fick runt 100 nya soldater att ersätta sina förluster. I mitten av juni hävde preussarna belägringen av Stralsund och gick för att möta ryssarna i Hinterpommern. I juli lät general Hamilton, som nu efterträtt von Rosen som överbefälhavare, överföra sina trupper från Rügen till fastlandet. Regementeet gick fram till bevakning längs Peeene. I augusti fördes trupperna in i Mecklenburg, där 400 man ur Södermanlands regemente följde med general Horns kolonn fram till Uecker, där man skulle skydda mot utfall från garnisonen i Stettin. Efter ryssarnas nederlag i slaget vid Zorndorf försökte Hamilton förena sina trupper med fransmän eller österrikare vid Elbe. Hela Södermanlands regemente deltog i svenska arméns tveksamma framryckning mot Berlin. Angreppet avstannade vid Fehrbellin, efter ett angrepp mot arméns förtrupper i slaget vid Fehrbellin. I oktober började armén dra sig tillbaka till Peene. Hamilton kritiserades av rådet för bristande mot och ersattes av generalen Jakob Albrekt von Lantingshausen. I december 1758 förvarade Södermanlands regemente några redutter nordväst om Demmin. Pressarna ryckte fram med 13.000 man över Damgarten och Tribsees och 7.000 man väster om Anklam. På nyårsagen samlades den svenska armén vid Grimmen för ett slag, men efter att en natt stått ute i störtregn och storm gick man 6 januari tillbaka till Stralsund, som på nytt inringades av preussarna. Liksom tidigare vinter förlades trupperna huvudsakligen i usla vinterkvarter på Rügen. Vid det här laget var läget för trupperna katastrofalt. Uniformerna var i trasor, och de flesta soldater undernärda. Vid generalmönstringen 12 februari 1759 fanns 461 friska soldater vid Södermanlands regemente. 38 % var sjuka i feber, diarré, rödsot och benröta. Lantingshausen begärde sommaren 1759 att i samverkan med ryssarna. Svenska rådet kunde dock inte åstadkomma några någon operationell samverkan med ryssarna, och uppmuntrade Lantingshausen att på eget initiativ inleda operationer mot Stettin. 15 maj drogs de preussiska trupperna bort från Stralsund för att möta det ryska hotet mot Hinterpommern. Södermanlands regemente överskeppades därefter från Rügen till Stralsund, där de blev förlagda fram till augusti. Under våren och försommaren var ett kompani i omgångar kommenderat till galärflottan. Under augusti och september besattes Usedom och Wollin. Huvudarmén korsade 25 augusti Peene och 4 september intogs Pasewalk, där man slog läger. En bataljon sörmläningar under major du Rietz höll övergångarna vid Ueckermünde. Lätta preussiska förband störde från mitten av september svenskarnas furageringsavdelningar och gjorde anfall i truppernas rygg. Med tillstånd från rådet drog Lantingshausen därför 30 oktober tillbaka sina trupper till vinterkvarter i Svenska Pommern. Södermanlands regemente anvisades till Tribsees. När vattendragen frusit till gick general Heinrich von Manteuffel över Peene väster om Anklam. De svenska regementena beordrades samlas vid Greifswald. General hor genomdrev nu att man borde gå till anfall. Själv tog han befälet över förtruppen, som 23 januari ryckte fram mot Süssow. Under natten stod hela hären i slagordning i bitande köld. När anfallet skulle startas på morgonen 24:e, hade preussarna dragit sig undan, men man följde efter dem mot Anklam. På eftermiddagen anföll Södermanlands regementes livbataljon en preussisk bataljon och några husarer, som flydde från platsen. Till södermanläningarnas förtjusning kvarlämnade de sitt kök. 28 januari trängde några svenska plutoner in i Anklam, och von Manteuffel tillfångatogs. Därefter gick soldaterna på nytt i vinterkvarter. Våren 1760 blev tämligen lugn. 151 man i förstärkningar från Södermanland anlände. 18 juli gick regementet ur vinterkvarteren och förlades i läger. Lantingshausen hade nu för avsikt att rycka söder om Peene, utanför flyglarna på en mindre preussisk styrka under general Stutterheim. Svenska huvudarmén gick 16-17 augusti över Trebel och ryckte långsamt fram mot Prenzlau. Man stördes fortfarande av lätta preussiska förband, men hade blivit bättre på att slå tillbaka mot dessa. General Ehrensvärd försvarade Pasewalk och slog 3 oktober tillbaka en stormning av starka styrkor, men förlorade i striden över 500 man stupade, varav 31 officerare. Lantingshausen lät föra sina trupper närmare Pasewark för att understödja Ehrensvärd. 16 oktober började riksdagen, vilket innebar att över 220 officerare reste hem, och en stor brist på officerare uppstod. Från Södermanlands regemente reste överstelöjtnant Funk och kapten Stierneroos hem för att representera krigsbefälen och överstelöjtnant du Rietz och löjtnant von Schoting hem som representanter för sina släkter. Därför beslutade sig von Lantingshausen att 16 oktober dra tillbaka sin soldater bakom gränsfloderna. Södermanlands regemente förlades i vinterkvarter i byarna nordväst om Anklam. I januari 1761 förhandlade Lantingshausen med preussarna om att upphöra med alla strövtåg in på varandras områden fram till 1 april. I juli 1761 följde Södermanlands regemente huvudarmén till dess nya lägerplats vid Baldekow. Ehrensvärd hade nu blivit ny överfälhavare, och den svenska hären om 14.000 utsattes för ständiga anfallsframstötar från de 4.000 man preussiska lätta trupper som befann sig framför dem. 5 september ingick Södermanlands regemente i general Hessensteins kolonn som gick över till Usedom och Wollin, i syfte att försöka samverka med ryssarna som höll på att omringa Kolberg. Kolonnen besatte Kammin men åstadkom inte mycket mer. 17 oktober tågade Södermanlnads regemente från Wollin till vinterkvarter runt Grimmen. Hit kom i november 1761 förstärkningar om 153 man från Sverige, och regementet hade nu endast 11 vakanser bland soldaterna. 95 man var sjuka, så hälsoläget var bra. Med utrustningen var det sämre, kappor, vapenrockar, väster och byxor var obrukbara, vantar saknades. I december 1761 började preussiska husarer att ständigt överrumpla svenska poster och posteringar. För att skapa lugn beslöt Ehrensvärd att gå till anfall med huvudstyrkan och erövra preussanrnas förråd vid Malchin. Södermanlands regemente gick 22 december mot Demmin. Major Stierneroos uppfordrade vid framkomsten staden att kapitulera. Fienden gav sig iväg så snabbt att svenskarna inte han avskära deras reträtt. En svensk frikår stormade Malchin 23 december, men blev senare omringad av preussiska förband. 2 januari undsatte Ehrensvärd de inringade. I förtrupperna, som vid Neukalen öppnade vägen till de omringade, ingick 200 man ur Södermanlands regemente. Preussarna drog sig undan, och svenskarna gick tillbaka till sina vinterkvarter. Efter kejsarinnan Elisabets död 5 januari 1762 påskyndades fredsförhandlingarna, vilka pågått sedan november 1759. I april 1762 ingick Ehrensvärd ett vapenstillståndsavtal med preussarna. 22 maj slöt Sverige fred med Preussen. Södermanlands regemente lämnade 31 maj Demmin och gick till Richtenberg. Ett kompani hemtransporterades till Sverige i juli. Resten av regementet kom först i september till Rügen, varifrån det avseglade 12 november till Dalarö och tågade hem till rotarna.

### Gustav III:s krig
Efter situationen under de båda föregående krigen hade vissa lärdomar dragits. Den försummade trossen hade varit en viktig del, och 1776 beslutades att varje kompani skulle förses med en brödvagn, en ammunitionsvagn, en kompanivagn och fyra packhästar. I Södermanland anskaffades under de följande åren de nämnda vagnarna, liksom vagnar för sjukvårdsfältkistor. Soldatern fick både 1765 och 1783 nya uniformer, även om 1783 års vita byxor inte var särskilt fältmässiga. Kriget hade också planerats noga. Genom en tidigareläggning av regementsmötet kunde Södermanlands regemente samlas på Malma hed redan 2 juni, varifrån det avtågade 13 juni till Stockholm. Här erhöll man nya gevär m/1775 och nya huggare m/1748. 23 juni gick man ombord på galärerna, och 9 juli var regementet återsamlat i Sveaborg. Man räknade nu 933 meniga och korpraler, varav fem var sjuka. Kritiken mot kriget kom att sprida sig även inom Södermanlands regemente. 23 juli sökte och erhöll två av regementets officerare avsked. Dagen därpå ansökte ytterligare 14 av officerarna avsked. Dessa ansökningar avslogs av Gustaf Adolf von Siegroth, som hotade med att ställa dem inför krigsrätt, om de inte återtog sina ansökningar. 25 juli följde regementet med då galärflottan seglade mot Fredrikshamn. Tre dagars storm försenade landstigningen till 3 augusti, då man steg iland vid Brakkila. Några södermanlänningar deltog i förtruppernas strid mot en rysk avdelning under kvällen. Då misslyckandet i sjöslaget vid Hogland lett till att planerna på en omringning av Fredrikshamn måste överges, kommenderades regementet att gå ombord på galärerna igen under natten 3-4 augusti. Vid ett krigsråd 7 augusti övergav alla tankar på en svensk offensiv. Regementet inlandsattes 12 augusti vid Borgå, varefter det 28 augusti övertog försvaret vid gränsbron vid Lilla Abborrfors. Finska arméns myteri spred sig även till regementet. Av regementets officerare undertecknade 23 Anjalaförbundet medan 8 inte gjorde det. Gustaf Adolf von Siegroth gav 31 augusti undertecknarna en skarp erinran, varpå de återkallade sin skrift. Den politiska situationen förlamade dock nu all stridsverksamhet, och hertig Karl som övertagit befälet beslutade sig för att utrymma ryskt område och gå i vinterkvarter. Södermanlands regemente förlades 20 oktober till Lappträsk socken med en del smärre bevakningsavdelningar framskjutna vid gränsen. Man erhöll en del nya persedlar, och av kasserade kappor tillverkade man tröjor, mössor, vantar och snösockor. Sjukligheten tilltog dock. Varje bataljon ordnade ett eget sjukhus med några sängar, madrasser och sängtäcken. Under fjärde kvartalet 1788 avled ändå 51 soldater. En del officerare erhöll permission till Sverige under vintern, men 18 juni 1789 hade de flesta återkommit. Med endast 622 soldater och korpraler, av vilka 64 var kommenderade till artilleriet och 109 till en finsk jägarbataljon, organiserades regementet då till en bataljon. Under 1788 mönstrades nya soldater, vilka 13 september samlades på Malma hed. De sändes 14 september under löjtnant Kurcks befäl till Skåne inför hotet från Danmark. Styrkan omfattade även soldater som inte följt med till Finland, och räknade 208 man. Efter garnisonstjänst i Landskrona och posteringstjänst vid skånska kusten sändes man i slutet av januari 1789 åter till Södermanland. I juni 1789 uppbådades de på nytt och sändes då till Finland. Södermanlands regemente sändes efter att de gått ur vinterkvarteren till Anjala för att bygga en bro över älven där. Den 18 juli kom 400 mans förstärkning från Sverige hit. De nyanlända sändes dock 28 juli till Sveaborg för utbildning. I november kom 362 av dem åter till regementet. Huvudarmen under Gustav III hade efter slaget vid Uttismalm fortsatte öster om Kymmene älv mot Fredrikshamn, men stannat vid Liikala by, där Södermanlands regemente anslöt sig armén, varefter kungen lämnade enheten för i stället leda fördelningen vid kustvägen mot Fredrikshamn. Liikalagruppen gick tillbaka över bron vid Anjala, och deltog i motanfallet mot Värälä, som ryssarna dock utrymt. Den 8 augusti ingrepp Södermanlands regemente mot en rysk avdelning som gått över älven på bron vid Anjala. Striden varade 2 1/2, men torde främst ha avgjorts av de druvhagelskott som sköts mot ryssarna. En soldat vid regementet stupade i striden. Efter förlusten i sjöslaget vid Svensksund drog sig kustarmén tillbaka bakom Kymmene älv. I oktober upphörde striderna. Längs gränsen ordnades bevakning. Regementenas huvuddelar förlades i granrisbaracker några kilometer från gränsen, beredde att gå till gränsen. I början av november gick man i vinterkvarter längre tillbaka, och Södermanlands regemente förlades i Elimä, Lappträsk och Ihtis socknar. Fältvakter framme vid gränsen avlöstes under vintern med 10 dagars intervall. Vid generalmönstring 14 oktober 1789 fastställdes, att de under kriget erhållna blå byxorna kunde lappas men att regementet led stor brist på kappor och rockar. Gevären var i hjälpligt skick. Soldaterna hade inte fått lön sedan 4 juni och befälet ej portionspengar sedan maj. I oktober hade man 173 sjuka och vid årsskiftet 216. Under fjärde kvartalet 1789 avled 105 man. Regementet räkade då 716 korpraler och soldater. Sju officerare var permitterade till Sverige. De 35 trosshästarna var utmärglade och helt odugliga. 1790 förbereddes för att tvinga fram en fred, och fokus lades på flottan. Armén skulle dock inleda med angrepp. Södermanlands regemente gick i april till Villikala. Under Gustav III:s frammarsch över Kymmene älv som resulterade i segern i slaget vid Valkeala, gjordes ryska motanfall med övergångar vid Anjala och Hirvikoski, som resulterade i att den del södermanlänningar stupade. Sedan ryssarnas framryckning hejdats väster om Anjala i början av maj, gjorde de en ny framstöt över Värälä västerut. I striderna vid Keltis baracker deltog regementet, och vid regementets försök att stoppa ryska kringgångsrörelser stupade 14 man och 22 sårades, Efter striden tilldelades befälhavaren major Ribbing svärdsorden, två löjtnanter befordrades och några befäl fick "tapperhets-penning". Efter striden grupperades regementet vid älven mellan Värälä och Anjala, där ryssarna behöll sina brohuvuden. Under juni och juli ankom 351 rekryter från Sverige. De deltog i en generalmönstring i Värälä 23 augusti. Då fanns 584 närvarande, 55 kommenderade till magasinsvakt och finska jägarbataljonen samt 311 på sjukhus. Efter freden i Värälä 14 augusti anträdde man hemmarsch 24 augusti och nådde Stockholm 22 oktober. Efter parad för kungen tågade man till Södertälje, där de delades upp i kompanier för hemmarsch till rotarna.

### Pommerska kriget 1805–1807
Gustav IV Adolf anslöt sig 1805 till koalitionen mot Napoleon. Tanken var att kungen skulle föra befälet över en förbundshär om 15 000 ryssar, 10 000 britter och 12 000 svenskar och angripa de franska förbanden i Hannover och Nederländerna. Med stöd av brittiska subsidier kunde en svensk styrka på 9 000 man sättas upp och fördes i oktober 1805 till Stralsund. Som vid andra svenska indelta regementen uppsattes vid Södermanlands regemente en styrka om 600 man. Ur varje kompan uttogs tre korpraler och 72 man. Avmarsch skedde från Krokek 11 oktober, 16 oktober lämnade man Karlskrona och 24 oktober var man i Stralsund. Väl på plats sysselsattes man med målskjutning och befästningsarbeten. Till skillnad från tidigare krig i Pommern var svenska armén nu bättre rustad för rörlig krigföring. Varje bataljon var utrustad med två jägarplutoner om 50 man vardera. Några husartrupper ingick vanligen som för- och eftertrupperna. Först i december gick svenska huvudhären med Sörmlandsbataljonen fram till Elbe. Napoleon hade 2 december vunnit slaget vid Austerlitz och gav medgivande åt Preussen att besätta Hannover, som utrymdes av engelska och ryska trupper. Av rädsla för ett preussiskt anfall drog Gustav IV Adolf under vintern tillbaka svenska armén till Svenska pommern. En avdelning på 1 000 man stannade i Lauenburg i Hannover. Sörmlandsbataljonen låg från maj 1806 i Stralsund, utom i juli då den var förlagd i kvarter runt Grimmen. Under 1806 jagades både svenskar och preussare ur Hannover och Meckenburg. Napoleon besegrade i oktober preussarna vid Jena och Augerstädt och lät besätta Usedom. I förhoppning att vinna över Gustav IV Adolf lät han tills vidare Svenska Pommern vara i fred. I januari 1807 kom 36 man ersättningsmanskap till Södermanlandsbataljonen i Stalsund. De hade räddat sig i land vid Bornholm i december, sedan skonerten Flundran hade strandat. De hade förlorat sina gevär, och också de uniformer som sänts för att ersätta de nu utslitna uniformerna som soldaterna i Pommern bar. Även brev och andra personliga försändelser till soldaterna gick förlorade. Gustav IV Adolf avvisade alla fredsinviter från Napoleon, och Édouard Mortier fick order om att med 15 000 man infalla i Pommern. Den 28 januari 1807 anföll fransmännen med en kolonn vardera över Demmin och Anklam. Sörmlandsjägarna ingick i bevakningsstyrkan vid Anklam, som snabbt blev övermannade. I en strid vid Teschenhagen skall de han kämpat väl. Sex sårades dock och åtta blev tillfångatagna. Redan 30 januari hade Mortier inringat Stralsund. Sörmlandsbataljonen gick 15 februari 1807 över till Rügen för att ingripa mot franska landstigningsförsök från Usedom. Denna gång fördes försvaret av Stralsund mer aktivt än i tidigare krig. Jägarna deltog i flera utfall från fästningen under februari och mars. I ett anfall 14 mars under överste Cardels ledning med tre bataljoner, tre skvadroner och tre kanoner mot en redutt på fransmännens norra flygel försökte jägarna förgäves bakfrån tränga in i försvarsverket. I striden stupade fem, 19 sårades och en tillfångatogs av de sörmländska jägarna. I slutet av mars drog Mortier bort sina trupper från Stralsund. Svenska hären följde efter i två kolonner, och Sörmlandsbataljonen ingick i den östra. 4 april hade man återtagit Demmin och Anklam. Den östra kolonnen sände fram bevakning till en försvarslinje vid Uecker. Mortier återkom dock, vid kvällen 16:e anföll han de svenska förposteringarna, som föll tillbaka till sin reträttpost, som försvarades av Sörmlandsbataljonen med Västgöta-Dalsbataljonen jämte ett batteri. Vid bron Finkelbrücke tre mil söder om Anklam höll man stånd i fyra timmar. Sörmlänningarna blev omringade, men med ett bajonettanfall slog man sig ut. 15 man blev dock tillfångatagna. Brigadchefen sårades vid Finkelbrücke, och Sörmlandsbataljonens chef överstelöjtnant Posse ledde brigadens reträtt över Anklam. 18 april ingicks ett vapenstillestånd. En generalmönstring hölls 20 juni i Greifswald, då noterades 433 närvarande, 13 som var användbara till handräckningstjänst, 50 sjuka, 30 som skulle hemförlovas och 17 som skulle avskedas, 57 nummer var vakanta. I maj hade Gustav IV Adolf återkommit från Sverige. 2 juli sade han upp stilleståndet från och med den 13:e. Den 13 juli anföll fransmännen över gränsen och jagade på två dagar svenskarna in i Stralsund. Stormningsförberedelser vidtogs utan svenska motåtgärder. För att skona staden och rädda trupperna överfördes förbanden under natten 19-20 augusti till Rügen. Stralsund uppgavs utan strid. 25 augusti erövrade fransmännen Dänholm. I striden tillfångatogs 22 södermanlänningar och en stupade. Kungen återvände till Sverige, och general Toll avtalade 6 september med franske befälhavaren om att svenskarna inom en månad skulle utrymma Rügen. 26 september gick bataljonen ombord på ett linjeskepp för överfärd till Karlskrona. 12 oktober 1807 upplöstes bataljonen i Krokek, varefter kompanierna återgick till sina samlingsplatser och sedan var och en hem till sitt.

### Finska krigetochDansk-svenska kriget 1808–1809
I mars 1808 inkallades hela regementet sedan krig utbrutit med Ryssland och Danmark. Södermanlands regemente sändes först mot Norge, där regementets I bataljon ingick i Västra armén när den 15 april inföll i Norge från Värmland. Han gick som förtrupp från Östervallskog fram till Örjesjön i Norge, där man ordnade förskansingar. Under maj avvisade bataljonen i minder strider norska anfall, innan Västra armén i början av juni fördes tillbaka till Sverige. II bataljonen ingick i en annan brigad och nådde 14 april Silbodal, där även den i Södermanland uppsatta "vargeringsbataljonen" om 589 ankom i slutet av juni. Dessa enheter insattes inte i strid. I juli och augusti låg Regementet samlat vid Ed med bevakning framme vid riksgränsen. Kungen hade efter Sveaborgs kapitulation beslutat att Åland skulle försvaras till varje pris. I september tågade regementet till Gävle, men överförandet dröjde. Först i november och början av december överfördes det till Åland. Med förläggningar i socknarna runt Bomarsund och på Vårdö bevakade man mot det finska fastlandet. Man deltog i expeditioner till Kumlinge, där alla innevånare fördes undan och gårdarna brändes. Redan i januari 1809 låg fast is från Åbo till Åland. Ammunitionstillgången var god, soldaterna hade 300 patroner per man. Med mat var det dock sämre. I december hade man fått vara utan bröd i sex dagar. Dagsransonern måste skäras ned till lite bröd och smör, 10 strömmingar och en jumfru brännvin. Den Åländska fördelningen om 5.500 man skall i mars ha haft 1.150 sjuka. På kvällen 14 mars kom en kurir från Stockholm som meddelade att kungen var avsatt och att svenskarna skulle återtåga från Åland. Genom förhandlingar försökte Georg Carl von Döbeln som förde befälet vinna tid, men på kvällen 15 mars måste han ge order om återtåg. Södermanlands regementes II. bataljon under major von Engelbrechten skulle bilda eftertrupp. På eftermiddagen 16 mars lämnade bataljonen sina ställningar vid Bomarsund. Huvudstyrkan gick klockan 4 på morgonen 17 mars ut på isen från Eckerö i full snöstorm. Natten mellan 17 och 18 mars nådde huvudstyrkan Grisslehamn. II bataljonen tågade flera timmar efter huvudstyrkan. Hela vägen från Eckerö angreps bataljonen av kosackpatruller, När Signhildskär passerats, stod plötsligt vå ryska husarskvadroner beredda att anfalla från två håll. Efter en kort förhandling med den ryske befälhavaren kapitulerade von Engelbrechten. II bataljonen lade ned sina vapen och gick tillbaka till Åland som fångar. Officerarna verkar ha släppts efter några dagar, då flera av dem svart fanns vid regementet. I rysk fångenskap hamnade även de hundratals sjuka, man tvingats lämna kvar på Åland. Under återtåget förlorade Södermanlands regemente 600-800 man i stupade och fångna. I bataljonen tilldelades vid återkomsten Kustarmén och deltog i förvaret vid Väddö. Efter förstärkning från Södermanland hade regementet nått en styrka på över 700 man, som var fördelade på två bataljoner. I början av augusti seglade de norrut för att ingå i den expeditionskår som skulle landsättas i ryggen på de ryska styrkorna söder om Umeå. Chef för kåren var Södermanlands regementes chef, Gustaf Wachtmeister. Den 17 augusti urlastades de vid Ratan, och ett ryskt regemente vid Djäkneboda kastades undan. Expeditionskåren fortsatte framryckningen mot Sävar. Den 18 augusti på kvällen stod I. bataljonen söder om Sävar i ställning bakom en höjd, Krutbrået, med jägarna i framskjutna positioner på ömse sidor om vägen mot Umeå, dit man skulle gå nästa dag. På morgonen 19:e anföll ryssarna söderifrån. Posteringarna kastades undan. I. bataljonen försökte hålla stånd vid vägen men hotades i flankerna. II. bataljonen ryckte fram till understöd på ömse flyglar. Vid vägen och i skogen ned till Sävarån böljade kampen fram och tillbaka med salveld och bajonettanfall. När ammunitionen började ta slut, drogs bataljonerna tillbaka bakom Sävarån vid byn. Ryssarnas huvudstyrka hade avbrutit striden vid Öreälven och tågat norrut. Då ryska trupper trängde fram även öster om ån, hotades hela fördelningen av bli avskuren från flottan. Wachtemister befallde nu att fördelningen skulle återgå till Ratan. Efter en kortare strid där, inskeppades hela expeditionskåren igen 22 augusti. I striderna förlorade regementet 73 stupade. 72 hade sårats. Många gevär och bajonetter hade gått förlorade. Regementet återskeppades till Uppland. Efter freden med Ryssland 17 september nådde regementet 5 oktober 1809 Strängnäs, varifrån kompanierna gick hem. 341 man var då ännu kvar i rysk fångenskap.

### De sista krigen
Södermanlands regemente uppbådades inte under skenkriget mot Storbritannien 1810–1812. Nytt system för anskaffande av nya soldater infördes i form av extra rotering och förstärkningsmanskap 1812 och 1813 då beväringen infördes. Sommaren 1812 drog kronprins Karl Johan samman en här i Skåne för att invadera Själland. Södermanlands regemente sattes på krigsfot och marscherade 4 augusti till Stockholm. Försträrkningsmanskapet som i juni övats i 18 dagar, ingick i regementet. dess 1 815 man soldater fördelades på tre bataljoner, som på Ladugårdslandet drillades i förbandsstrid. I slutet av oktober fördes regementet med flottan till Blekinge, men som anfallet mot Dannmark uppskjutits, transporterades det tillbaka efter en månad. En bataljon kom aldrig längre än till Västervik, då de under vägen övat landstigning. I slutet av oktober upplöstes regementet i Södermanland. Efter planering under vintern samlandes regementet åter i Södertälje 24 april 1814. I maj överfördes 1 002 ordinarie knektar, 249 man från extra roteringen och 404 man förstärkningsmanskap till Rügen. Disciplin och utrustning var bättre än vad tidigare varit fallet. Under kriget i Tyskland kom regementet att bevittna slagen vid Grossbeeren, Dennewitz och Leipzig i augusti-oktober, dock deltog man inte aktivt i strid, bortsett från att sörmländska jägare deltog i gatustriderna i Leipzig. Medan de förbundnas arméer följde efter Napoleon, tågade Karl Johan med svenska hären norrut i november över Hannover och intog utan strid Lübeck 5 december. Efter ett kortare vapenstillestånd avträdde Danmark i freden i Kiel 15 januari 1814 Norge. Södermanlands regemente, som sedan september 1813 varit organiserat i två bataljoner i framryckningen mot Danmark, följde med hären när Karl Johan vände söderut igen. Över Köln och Liège kom regementet 9 april 1814 till Bryssel.
Från Bryssel avreste regementet 25 april via Rostock och kom 8 juli fram till Göteborg. I det norska fälttåget framryckte regementet i augusti över Svinesund mot Glommen utan att insättas i strid. Genom fördraget i Moss 15 augusti stannade regementet kvar i Norge och var förlagt i Fredriksstad och vid passagerna över Glommen. Sedan stortinget valt Karl XIII till kung av Norge, började man återmarschen. Den gick från Fredriksstad över Ed, Åmål och Karlstad till Vrettsta. 30 november 1814 upplöstes regementet i Vrettsta och därmed var regementets deltagande i Sveriges sista krig avslutat.

### Arbetskommenderingar
Regementet hade deltagit i arbetskommenderingar ända sedan det bildades, bland de viktigaste under regementets första historia var kommenderingarna till Arboga grav, som byggdes 1629–1639. 1634 var först 100 man och sedan murningen påbörjats 200 man ur Södermanlands regemente kommenderade dit. 1637 kommenderades 100 man ur regementet till Arboga grav, 1638 300 man. Under 1639 sattes ett särskilt "byggregemente" om 1 000 man upp som förstärktes av den hemmavarande skvadronen ur Södermanlands regemente. Även sedan arbetet var färdigt fortsatte delar av regementet att kommenderas dit, 1644 var ständigt mellan 35 och 50 placerade vid graven som "slussknektar" att sköta slussarna.
1650 påbörjades arbetet med Södertälje grav och fyra av Södermanlands regementes hemmavarande kompanier var då hitkommenderade. Under våren 1661 steg vattenståndet i Mälaren så högt, att broarna och slussen i Stockholm riskerade att rasa. Man beslutade då att påskynda arbetet, och 300 man ur Södermanlands och Upplands regementen var hitkommenderade, totalt var närmare 3 000 man insatta i arbete här. Utöver det utfördes en mängd mindre arbeten, 1647 var 50 man kommenderade till uppförande av ett nytt kruthus i Stockholm, 1663–1674 var under perioder upp till 250 man kommenderade till uppförandet av Drottningholms slott, från 1669 var delar av regementet kommenderat till grävandet av Strömholms kanal och rivande av det gamla Strömsholms slott. Soldater kommenderades även till Carl Gustafs stads manufakturverk, Lerbo salpetersjuderi, Stockholms luntspinneri, Strängnäs vantmakeri, samt de kungliga slottsladugårdarna och till privata slott och herresäten.
1775 var soldater kommenderade till vattenpumpning i Kristianstads fästning, 1776 till byggande av brännvinsbrännerier i Nyköping, Gripholm och Södertälje, 1787 arbetade man på Dalarö skans och Drottningholms slott, under 1786–1787 var som mest 400 man kommenderade till byggandet av Haga slott. 1796–1801 var delar av regementet kommenderat till Stockholm i arbetet med Östra slussen, Krigsakademien på Karlberg, upprustningen av arméns flotta på Skeppsholmen, anläggandet av Kungsträdgården, uppförandet av obelisken vid Storkyrkan samt nya bron över Norrström. I början 1800-talet var regementet även insatt i arbete på Södertälje kanal, upprensning av Sigtunaån och arbeten på kasernerna i Stockholm. Under 1800-talet blev dock arbetet med Göta kanal en av de största kommenderingarna. Under byggåren 1812–1832 var omkring 6 000 man från Södermanlands regemente i ett tiotal olika kommenderingar sysselsatta med arbeten där. Efter Göta kanals färdigställande blev arbetskommenderingarna färre - det ansågs viktigare att soldaterna skötte sina torp, deltog i militärövningar och vid behov kunde göra dagsverken i hemtrakterna. Vissa arbetskommenderingar förkom dock även fortsättningsvis, 1835–1836 utfördes fortifikationsarbeten i Vaxholm och vid Oskar Fredriksborg. I april 1836 kommenderades också en mindre mängd soldater till Dalarö skans och Sandhamn att sköta de optiska telegrafstationerna vid Älta, Tyresö, Smådalarö och Ornö samt vid Skällsnora, Söderby och Korsö båk. Under 1836 arbetade även omkring 50 man på faktoribyggnaderna i Eskilstuna. 1858 kommenderades 724 man ur regementet till järnvägsutbyggnaden Stockholm-Södertälje. 300 man var 1865 kommenderade till järnvägsarbete i Stockholm. 100 man kommenderades under branden i Strängnäs 1871 dit för arbeten.

### Rangordningen
Den rangordning som hade fastställts i 1634 års regeringsform började halta och skapa luckor efter freden i Fredrikshamn den 17 september 1809, då Finland tillföll Ryssland och de svenska regementen i Finland upplöstes. Därmed fanns det ett behov med att skapa ett nytt system. Under kronprins Karl Johans tid infördes 1816 ett nytt numreringssystem, där de svenska regementena genom en generalorder den 26 mars 1816 tillfördes ett officiellt ordningsnummer, till exempel № 10 Södermanlands regemente. Till grund för numreringen låg inte bara ett regementes status, utan också de svenska landskapens inbördes ordning, samt att Svealand, Götaland och Norrland skulle varvas. De lägsta ordningsnumren tilldelades "liv- och hus- trupperna". Dessa nummer hade dock ingenting med rangordningen att göra, vilket bland annat framgår av gamla förteckningar där infanteri- och kavalleriförband är blandade just med hänsyn till rang och värdighet.

### Ordningsnumret
I samband med 1914 års härordning justerades 1914 samtliga ordningsnummer inom armén. För till exempel Södermanlands regemente innebar det att regementet blev tilldelad beteckningen I 10. Justeringen av beteckningen gjordes för att särskilja regementen och kårer mellan truppslagen. Det med bakgrund till att namn och nummer som till exempel № 3 Livregementets grenadjärkår och № 3 Livregementets husarkår kunde förefalla egendomliga för den som inte kände till att förbanden ifråga tillhörde skilda truppslag.

### 1925 års försvarsbeslut
Regementet klarade sig från avvecklingen genom försvarsbeslutet 1925, men regementet kom, i likhet med övriga infanteriregementet, att reduceras med en bataljon och kom att från den 1 januari 1928 bestå av två infanteribataljoner.

### Pansarregementet
Genom försvarsbeslutet 1936 beslöts det att vissa infanteriregementen skulle delas upp i en infanteri- respektive en stridsvagnsbataljon. Från början var det Livregementets grenadjärer (I 3) samt Skaraborgs regemente (I 9) som var de två huvudförslagen. I november samma år byttes dock Livregementets grenadjärer (I 3) ut mot Södermanlands regemente (I 10). Problemet var dock att det ännu saknades stridsvagnar. Våren 1937 gjordes beställningar på 48 stycken Stridsvagn m/37 och 16 exemplar av den dyrare stridsvagn m/38. Tanken var att vagnarna skulle ha levererats före utgången av 1938. Det visade sig dock att både de svenska och de tjeckiska vagnarnas leverans försenades och först sommaren 1939. Därför kom Göta livgardes "avvecklingsorganisation" att fortsätta fungera som mobiliseringsmyndighet för pansartrupperna. När Göta livgarde (I 2) avvecklades den 30 september 1939, kom dess stridsvagnsbataljon att delas upp samma år i två pansarbataljoner vilka fördelades till Skaraborgs regemente (I 9) och Södermanlands regemente (I 10), men som ännu verkstäderna i Strängnäs ännu inte var färdigställda fortsatte avvecklingsorganisationen att fundera som mobiliseringsmyndighet till årsskiftet 1939/1940. Man började dock under hösten med att anordna en stridsvagnsunderbefälskola och efterutbildning av vissa äldre värnpliktiga. Då några stridsvagnar ännu inte fanns i Strängnäs fick utbildningen av de värnpliktiga skötas av Göta livgardes avvecklingsorganisation. Mobiliseringen våren 1940 innebar att stridsvagnarna sändes till norra Skåne, och utbildningen av värnpliktiga officerare och underofficerare fick ske där. Hälften av stridsvagnarna i Skåne ställdes till Södermanlands regementes förfogande.
Genom försvarsbeslutet 1942 kom regementet år 1942 att omorganiseras till Södermanlands pansarregemente (P 3) och överfördes till det nybildade truppslaget pansartrupperna. År 1944 under andra världskriget skadades ett par värnpliktiga när regementet träffades av nio sovjetiska bomber när fientliga flyg, troligen av misstag, bombade Stockholm och Strängnäs.
Inför 1955 års riksdag föreslog chefen för armén Carl August Ehrensvärd vissa ändringar i arméns organisation, bland annat  förändringar gällande Södermanlands pansarregemente (P 3) skulle ombildas till regemente för pansarinfanteriutbildning. Det med bakgrund till att arméchefen ansåg att utbildningen vid pansartrupperna skulle koncentrera till Göta pansarlivgarde (P 1), Skånska pansarregementet (P 2) och Skaraborgs pansarregemente (P 4) och därmed frigöra förläggningskapacitet i Strängnäs som motsvarade behovet för en utbildningsenhet av pansarinfanteri. Därmed föreslog regeringen inför försvarsbeslutet 1958 att pansarinfanteriutbildningen skulle påbörjas i Strängnäs våren 1957. Därmed skulle regementet i Strängnäs benämnas Södermanlands regemente (I 10). Med den omorganisationen bytte regementet truppslag, från pansartrupperna till infanteriet. I samband med pansartruppernas omorganisation 1963, omorganiserades regementet återigen till ett pansarregemente och återfördes till pansartrupperna med bibehållet namn, men med beteckningen P 10.

## Ingående enheter
Genom 1901 års härordning fastställdes att tillgång till trupp skulle regleras genom allmän värnplikt, vilket bland annat resulterade i att infanteriregementena utökades med en bataljon och kom att omfatta tre infanteribataljoner. I samband med krigsutbrottet 1914 fastställdes försvarsbeslutet 1914, vilket bland annat medförde att linjeregementet I 10 organiserades och mobiliserades. I likhet med övriga infanteriregementen skulle också ett reservregemente sättas upp, dock kom dessa aldrig att mobiliseras. Vidare infördes en brigadorganisation inom armén, där två infanteriregementen bildade en brigad. I 3 tillsammans med I 10 bildade 8. infanteribrigaden, ingående i IV. arméfördelningen. Genom försvarsbeslutet 1925 reducerades försvaret kraftigt. Bland annat så utgick reservregementena samt att antalet arméfördelningar reduceras med två. Vidare reducerades samtliga infanteriregementen med en bataljon och kom att från den 1 januari 1928 bestå av två infanteribataljoner. De tidigare linjeregemente ersattes samtidigt med begreppet fältregemente. Som en följd av försvarsnedskärningarna under slutet av 1920-talet, kunde regementet vid krigsutbrottet 1939 endast mönstra två bataljoner, dock var dessa inte helt fulltaliga eller rustade. I den nya organisationen kom regementet underställas chefen för Östra arméfördelningen. Genom försvarsbeslutet 1942 stärktes dock försvarets krigsorganisation, vilket bland annat medförde att infanteriregementena tillfördes en tredje bataljon, samt att i stort sett samtliga kom att sätta upp två fältregementen. Södermanlands regemente kom dock att sätta upp en pansarbrigad inom det nya truppslaget pansartrupperna.

### 8.infanteribrigaden
8. infanteribrigaden var en infanteribrigad inom IV. arméfördelningen som verkade åren 1915–1927 och bestod av Livregementets grenadjärer och Södermanlands regemente.

### Södermanlandsbrigaden
Södermanlandsbrigaden (PB 10) bildades 1949 genom att 10. pansarbrigaden omorganiserades till förbandstypen Pansarbrigad 49. Brigaden fick samtidigt namnet Södermanlandsbrigaden (PB 10). Genom försvarsbeslutet 1958 kom brigaden att omorganiseras till pansarinfanteri och fick då benämningen IB 10. År 1963 kom brigaden tillsammans med regementet att åter organiseras som en pansar.

### Motorskolan
Arméns motorskola (MotorS) bildades 1944 som en självständig funktionsskola. Skolan var till en början förlagd i Stockholm. År 1948 omlokaliserades skolan till Strängnäs där den även blev en del av regementet. Den 28 maj 1970 avskiljdes skolan från Södermanlands regemente och bildad ett självständigt förband och myndighet. Från den 1 juli 1986 uppgick skolan och blev återigen en del av Södermanlands regemente (P 10). Sommaren 1991 omlokaliserades skolan till Skövde, där den från den 1 juli 1991 uppgick i det nybildade Arméns underhållscentrum (UhC).

### Kompanier
Kompaniindelning, 1-4. kompaniet bildade första bataljonen, medan 5-8. kompaniet bildade andra bataljonen.
| 1690 1. Livkompaniet (Överstens kompani) 2. Vingåkers kompani (Majorens kompani) 3. Nyköpings kompani 4. Oppunda kompani 5. Strängnäs kompani (Överstelöjtnantens kompani) 6. Öster Rekarne kompani 7. Väster Rekarne kompani 8. Gripsholms kompani | 1850 1. Livkompaniet 2. Vingåkers kompani 3. Nyköpings kompani 4. Oppunda kompani 5. Strängnäs kompani 6. Öster Rekarne kompani 7. Väster Rekarne kompani 8. Gripsholms kompani |

## Förläggningar och övningsplatser

### Förläggning
Regementets kasernområde uppfördes åren 1916–1921, och inflyttningen skedde den 3 juli 1921, men stod helt färdiga sommaren 1923. Kasernområdet har byggts ut allteftersom, bland annat med ett nytt motorområde i slutet 1970-talet. I samband med att Svea ingenjörregemente planerades att omlokaliseras till Strängnäs, färdigställdes både kansli och kaserner till ingenjörbataljonen.
Kompanimötesplatser var 1815:
- Livkompaniet: Råbykrog
- 1 majorens: Ålsäter
- Oppunda kompani: Vadsbro
- 3 majorens: Giresta
- Gripsholms kompani: Läggesta
- Överstelöjtnantens kompani: Malmby
- 2 majorens: Kjulsta
- Väster Rekarne kompani: Lund

### Övningsplatser
Regementsmöten och generalmönstringar hölls ursprungligen omväxlande i Mariefred, Eskilstuna och Nyköping. Från 1756 hölls de dock i Nyköping. Från 1774 hölls möten och övningar på Malma hed vid Malmköping och flyttades 1921 till kaserner i Strängnäs.

## Heraldik och traditioner

### Förbandsfanor
Regementet har fört ett antal fanor genom tiden, regementets sista fana som infanteriregemente tilldelades den 23 juni 1850 av kung Oscar I. 1850 års fana bar ursprungligen segernamnen Fraustadt samt Södra Stäket. År 1910 överfördes gripen till ny duk, och i samband med den restaurationen tillfördes fanan övriga segernamn. År 1958 troppades fanan, då kung Gustaf VI Adolf den 7 juni samma år en ny fana. Fanan fördes sedan vidare till 1994. Det året troppades fanan från 1958 och ersattes av en ny, vilken överlämnades  till regementet av kung Carl XVI Gustaf.

### Marsch
Södermanlands regementes marsch är en av de mest kända svenska marscherna. Regementets högtidsdag firades den 13 augusti, detta till minne av Slaget vid Stäket 1719.

## Förbandschefer
Regementschefer åren 1627–1963.

- 1627–1629: Erik Ryning
- 1629–1647: Caspar Otto Sperling
- 1647–1656: Johan von Vietinghoff
- 1656–1660: Christer Jönsson Svinhufvud af Qvalstad
- 1660–1677: Berndt Zanitz
- 1677–1683: Peter Örneklou
- 1683–1687: Evert Horn af Marienborg
- 1688–1697: Wolter Reinhold Wrangel till Ellistfer
- 1697–1708: Arvid Axel Marderfelt (tillfångatagen)
- 1708–1709: Gabriel von Weidenhaijn  †
- 1709–1710: Jacob Grundel (fortsatte att föra befäl över regementet till 1712, i vissa avseenden till 1715)
- 1710–1713: Thomas Funck (utsågs av kungen i Bender till regementschef, men kom aldrig att föra befäl över regementet)
- 1712–1716: Reinhold von Schlippenbach   † (förde befäl över den utkommenderade delen av regementet från 1711)
- 1716–1739: Rutger Fuchs
- 1739–1750: Henrik Johan von Essen
- 1750–1763: Gotthard Wilhelm Marcks von Würtenberg
- 1763–1771: Jonas Cronstedt
- 1771–1792: Gustaf Adolf von Siegroth
- 1792–1813: Gustaf Wachtmeister
- 1813–1821: Lennart Reuterskiöld
- 1821–1824: Carl Ulrik Ridderstolpe
- 1824–1837: Claes Fredrik Posse
- 1827–1829: Mauritz Axel Lewenhaupt (tillförordnad)
- 1837–1856: Carl Ulric Kuylenstierna
- 1856–1859: Filip Verner von Schwerin
- 1859–1864: Samuel August Sandels
- 1864–1870: Henrik Rosensvärd
- 1870–1879: Carl Johan Georg af Schmidt
- 1879–1881: Oskar Erik Ferdinand Fleming af Liebelitz
- 1881–1887: Axel Leijonhufvud
- 1890–1896: Carl Ludvig Henning Thulstrup
- 1896–1904: Wilhelm Brehmer
- 1904–1906: Axel Otto Fredrik von Arbin
- 1906–1910: Salomon Wilhelm Sundelius
- 1910–1921: Seth Zetterstrand
- 1921–1926: Gabriel Hedengren
- 1926–1928: Herman Låftman
- 1929–1935: Erik af Edholm
- 1935–1942: Gustaf Berggren
- 1942–1957: Se Södermanlands regemente (pansar)
- 1957–1963: Fritz-Ivar Virgin

## Namn, beteckning och förläggningsort
| Kungl. Södermanlands regemente                       | 1627-??-?? | – | 1709-07-01 |
| Kungl. Södermanlands regemente                       | 1710-01-10 | – | 1713-05-06 |
| Kungl. Södermanlands regemente                       | 1714-04-26 | – | 1942-09-30 |
| Kungl. Södermanlands regemente med arméns motorskola | 1957-04-01 | – | 1963-03-31 |

| № 10 | 1816-03-26 | – | 1914-09-30 |
| I 10 | 1914-10-01 | – | 1942-09-30 |
| I 10 | 1957-04-01 | – | 1963-03-31 |

| Malma hed (F/Ö)         | 1774-06-06 | – | 1921-06-26 |
| Strängnäs garnison (F)  | 1921-07-03 | – | 1942-09-30 |
| Strängnäs garnison (F)  | 1957-04-01 | – | 1963-03-31 |
| Norra övningsfältet (Ö) | 1921-??-?? | – | 1963-03-31 |
| Utö skjutfält (Ö)       | 1943-??-?? | – | 1963-03-31 |
| Härads skjutfält (Ö)    | 1957-??-?? | – | 1963-03-31 |

## Galleri

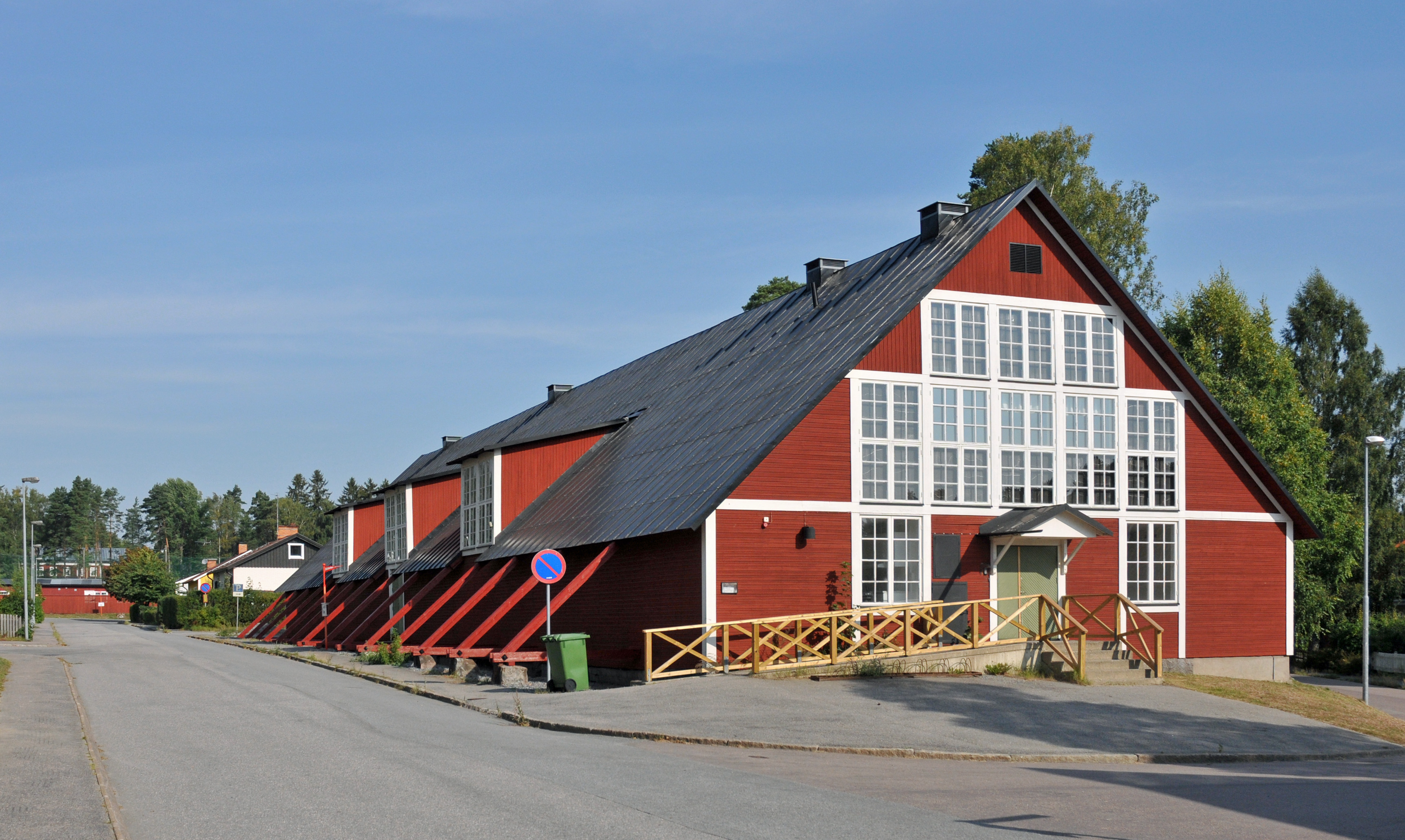
Lägerhydda vid Malma hed.
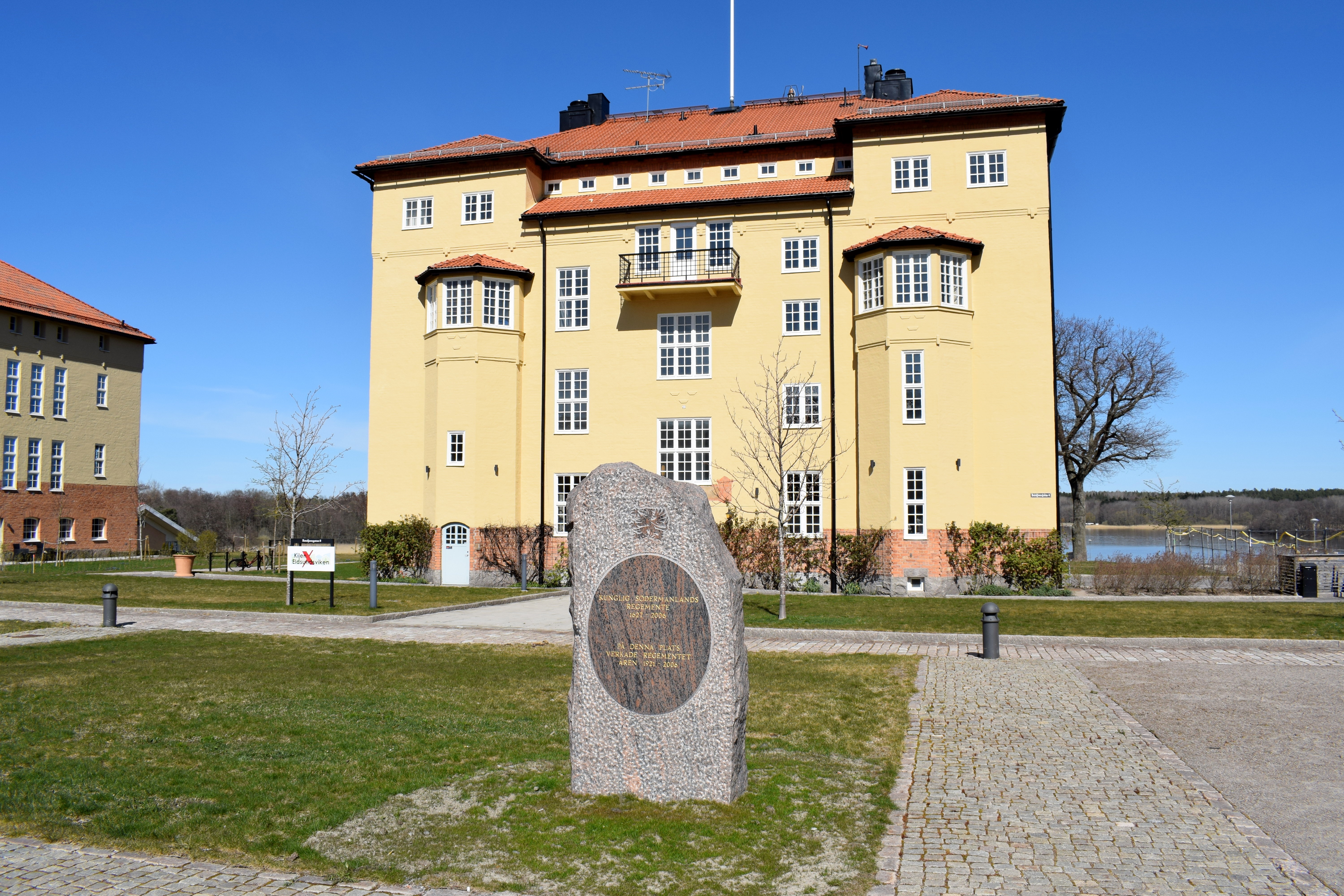
Minnessten och kanslihuset vid kasernetablissementet.
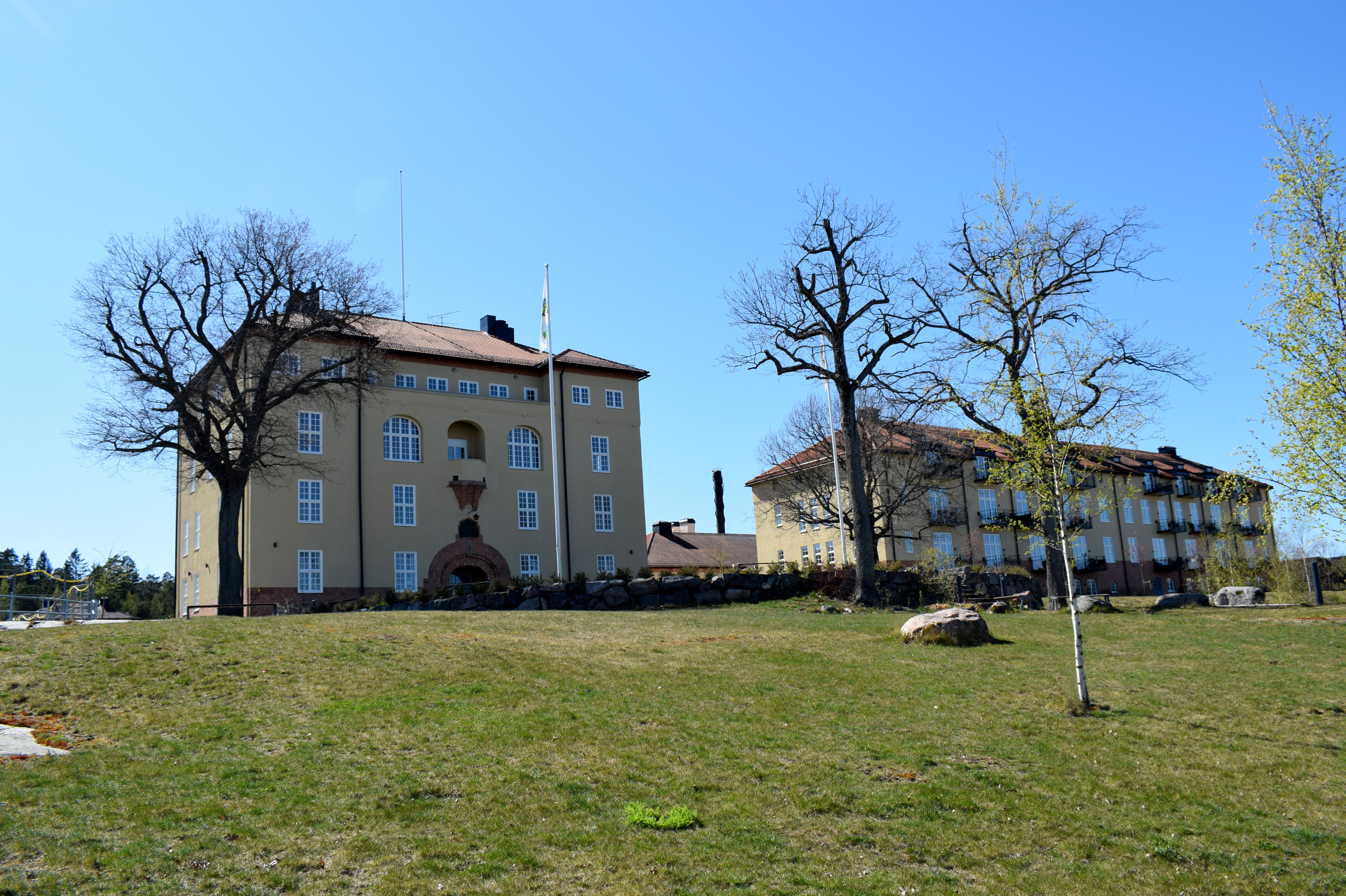
Vy från utsidan av kasernetablissementet
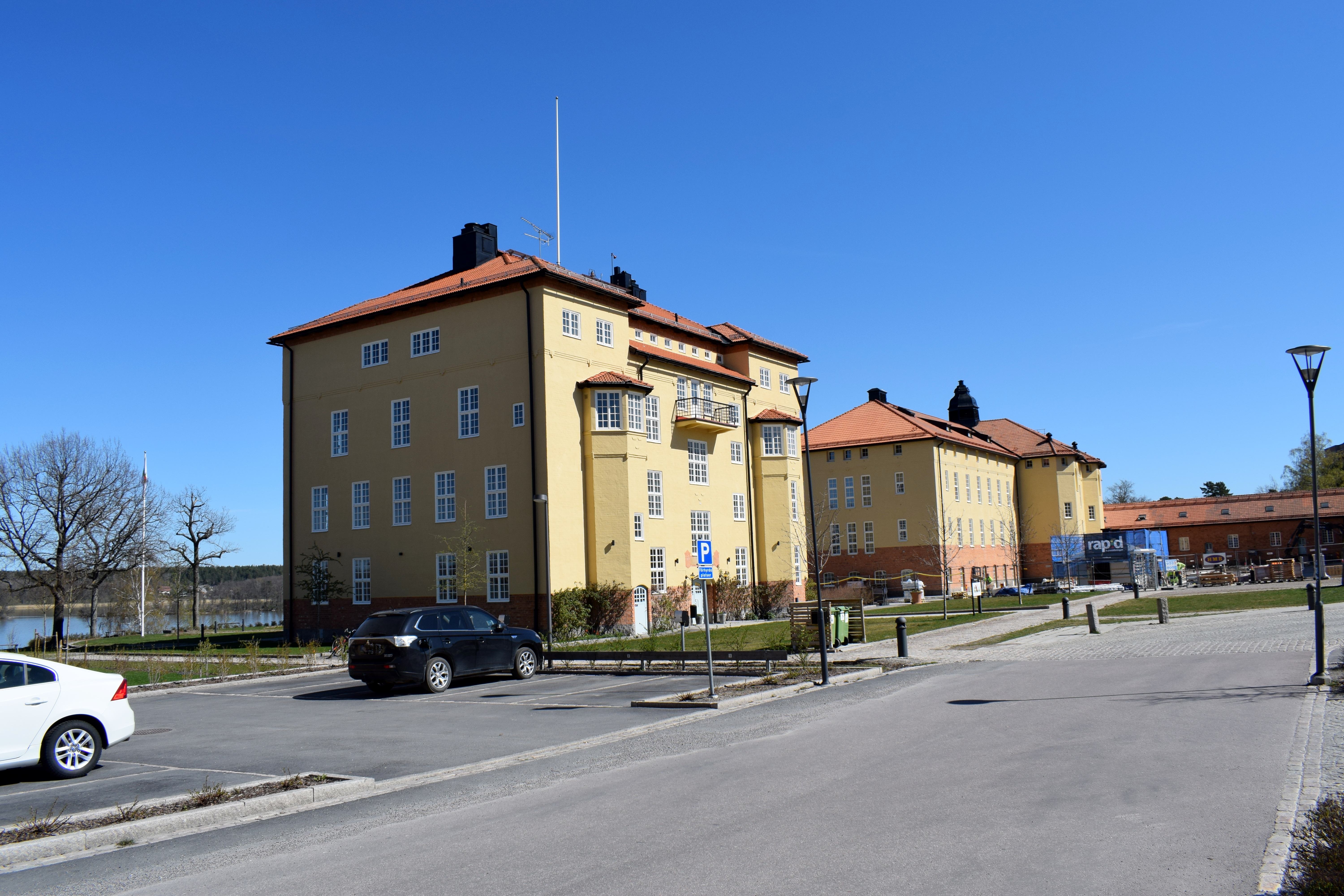
Vy från insidan av kasernetablissementet
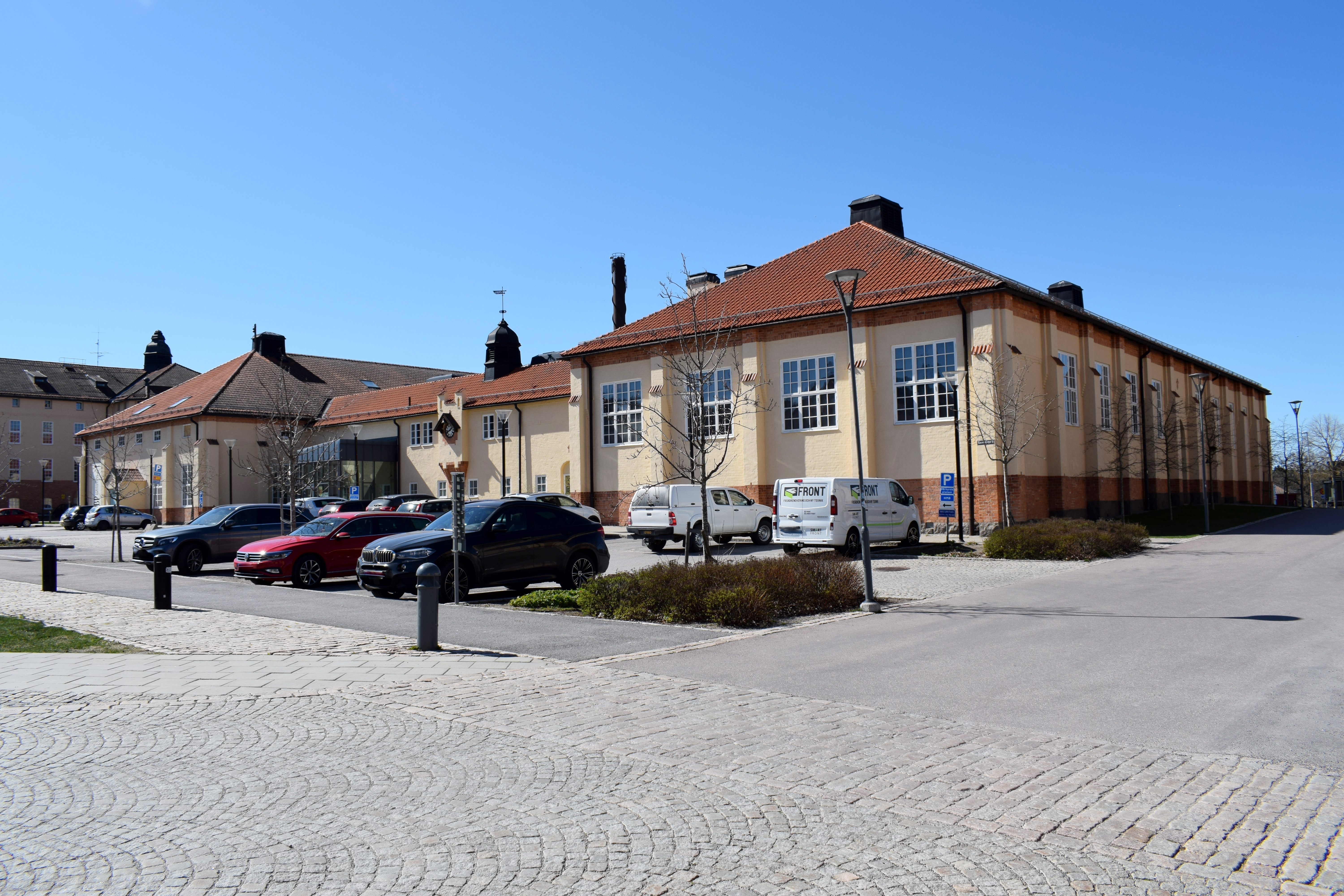
Matsalsbyggnaden vid kasernetablissementet
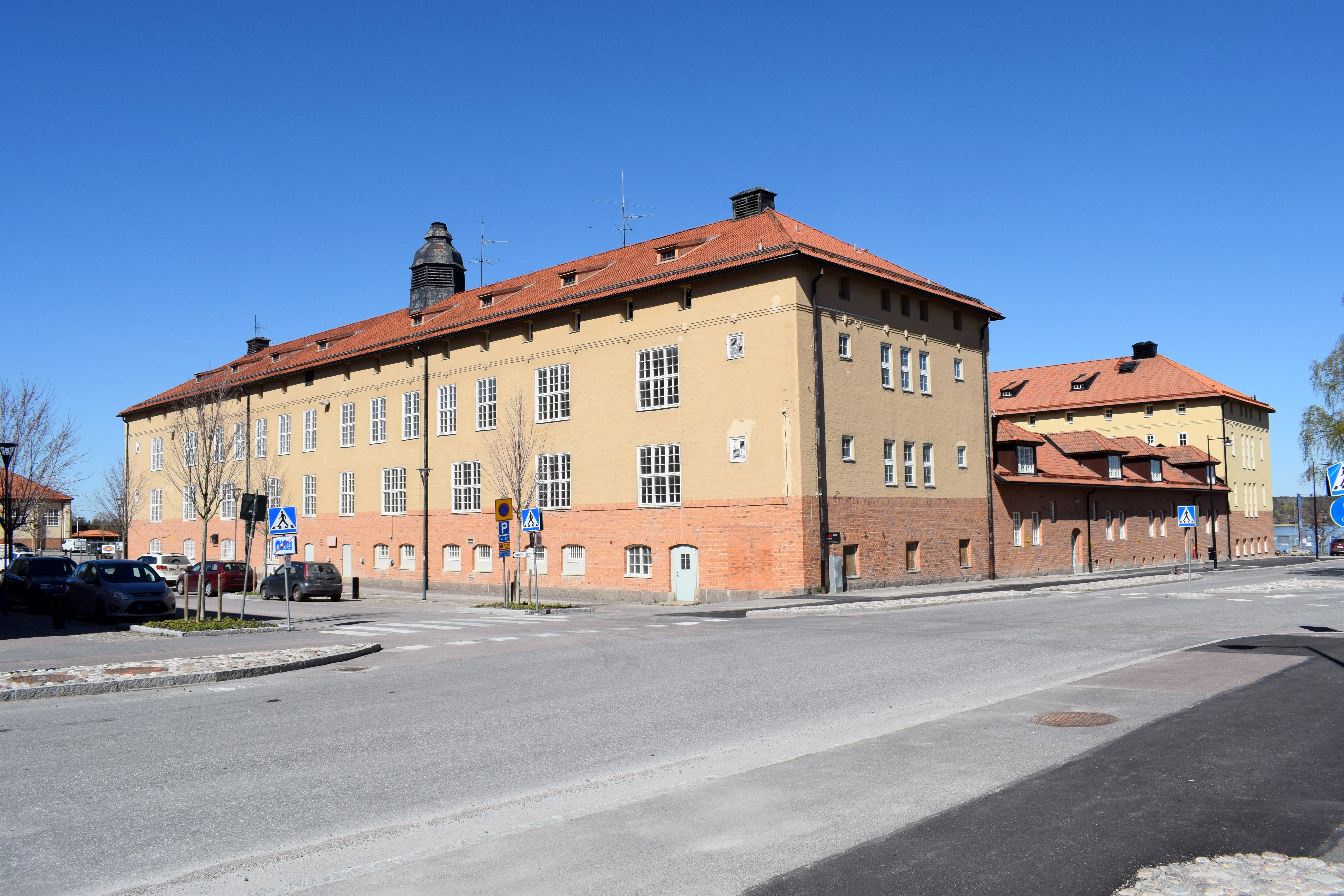
Kaserner vid kasernetablissementet
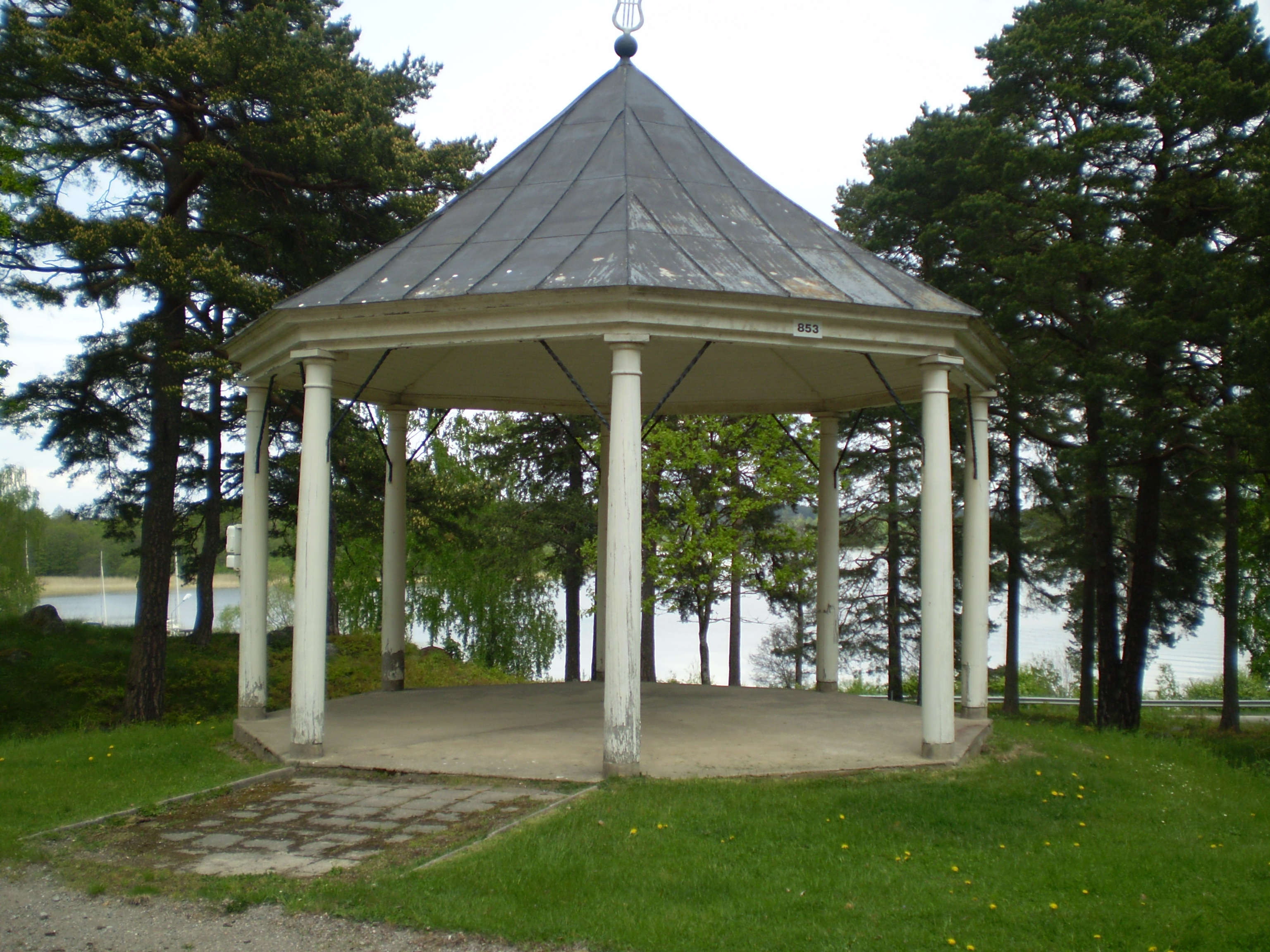
Musikpaviljongen vid kasernetablissementet
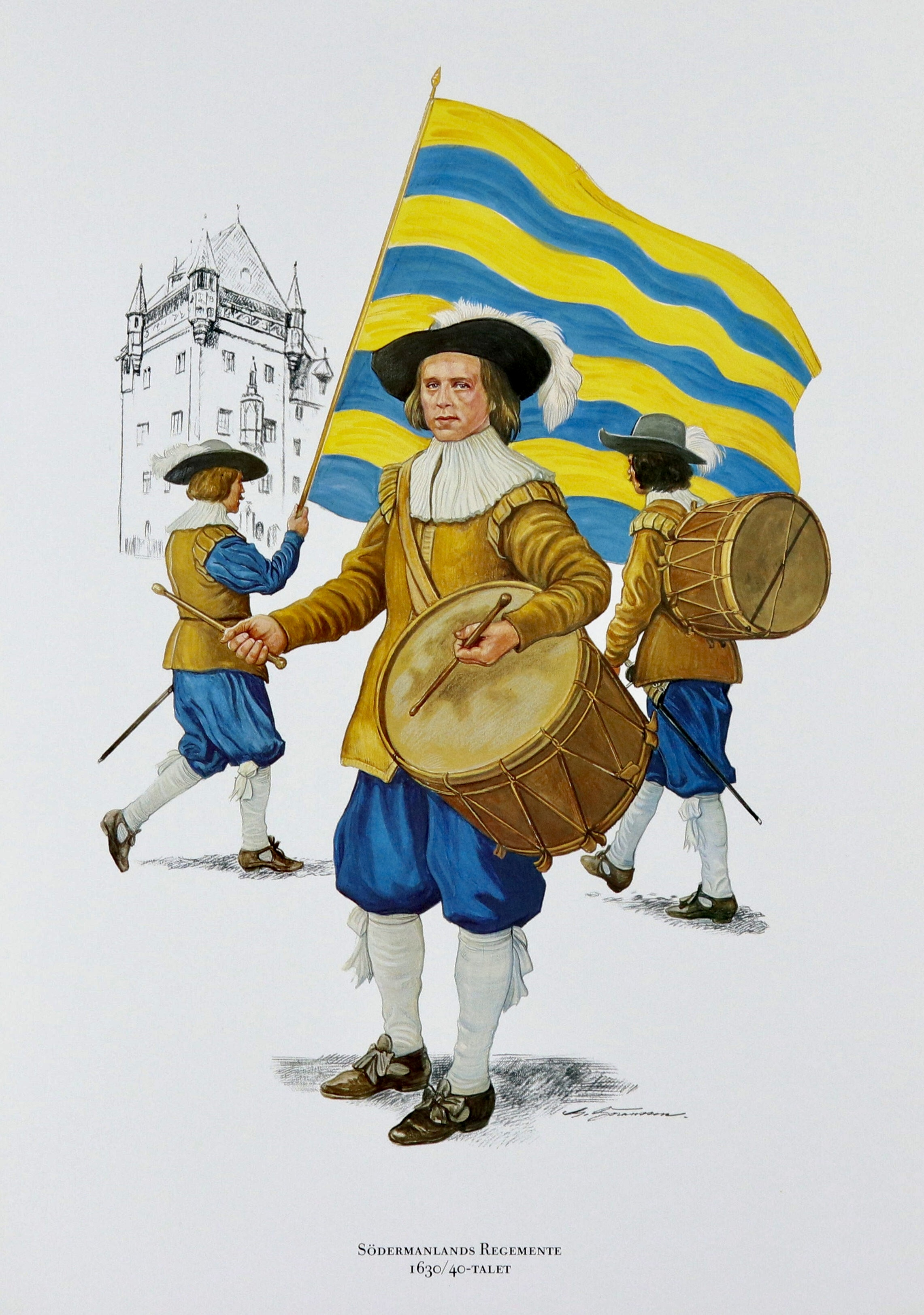
Uniform för spel vid regementet på 1630-talet. Illustration av Göte Göransson.
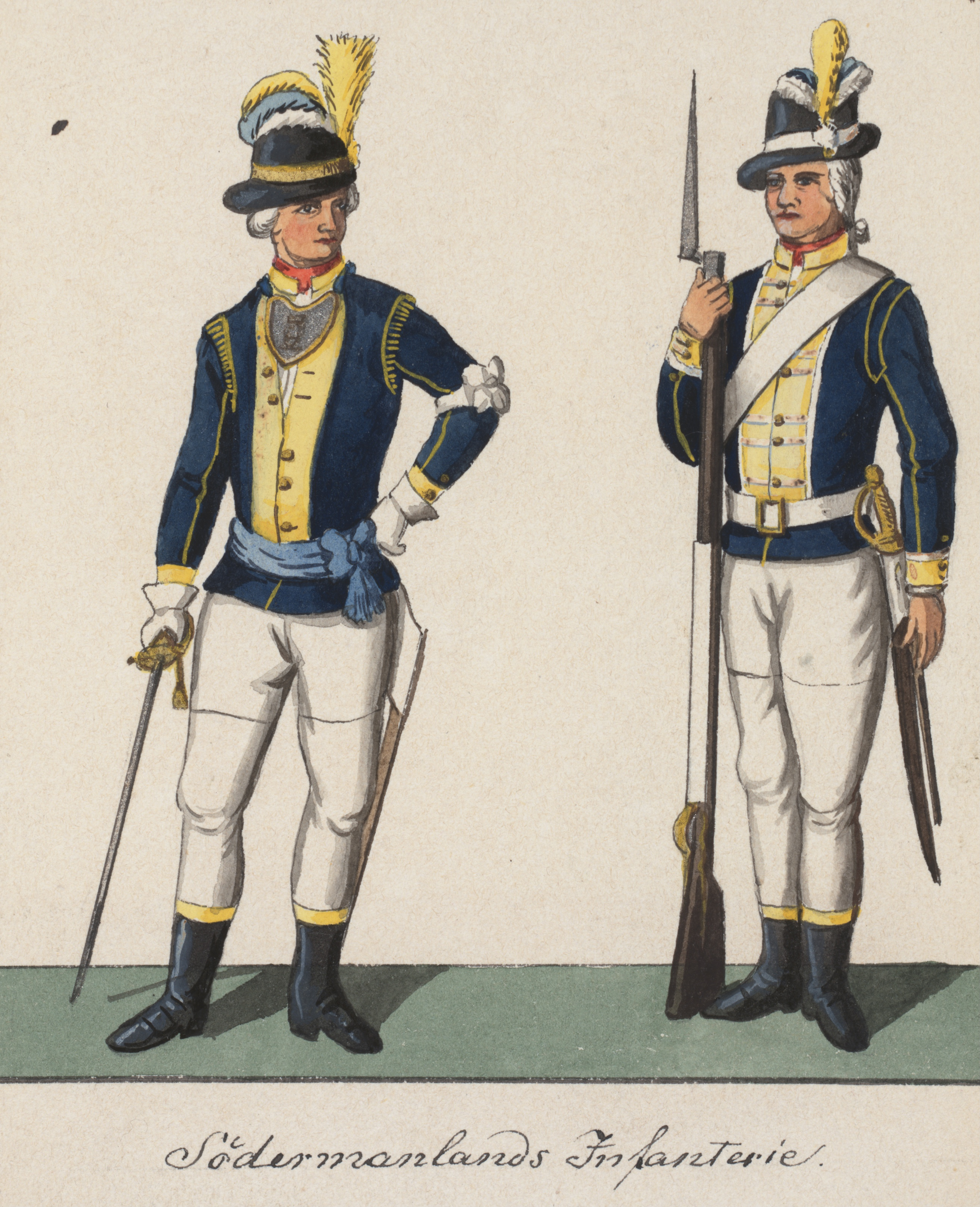
Uniform m/1779
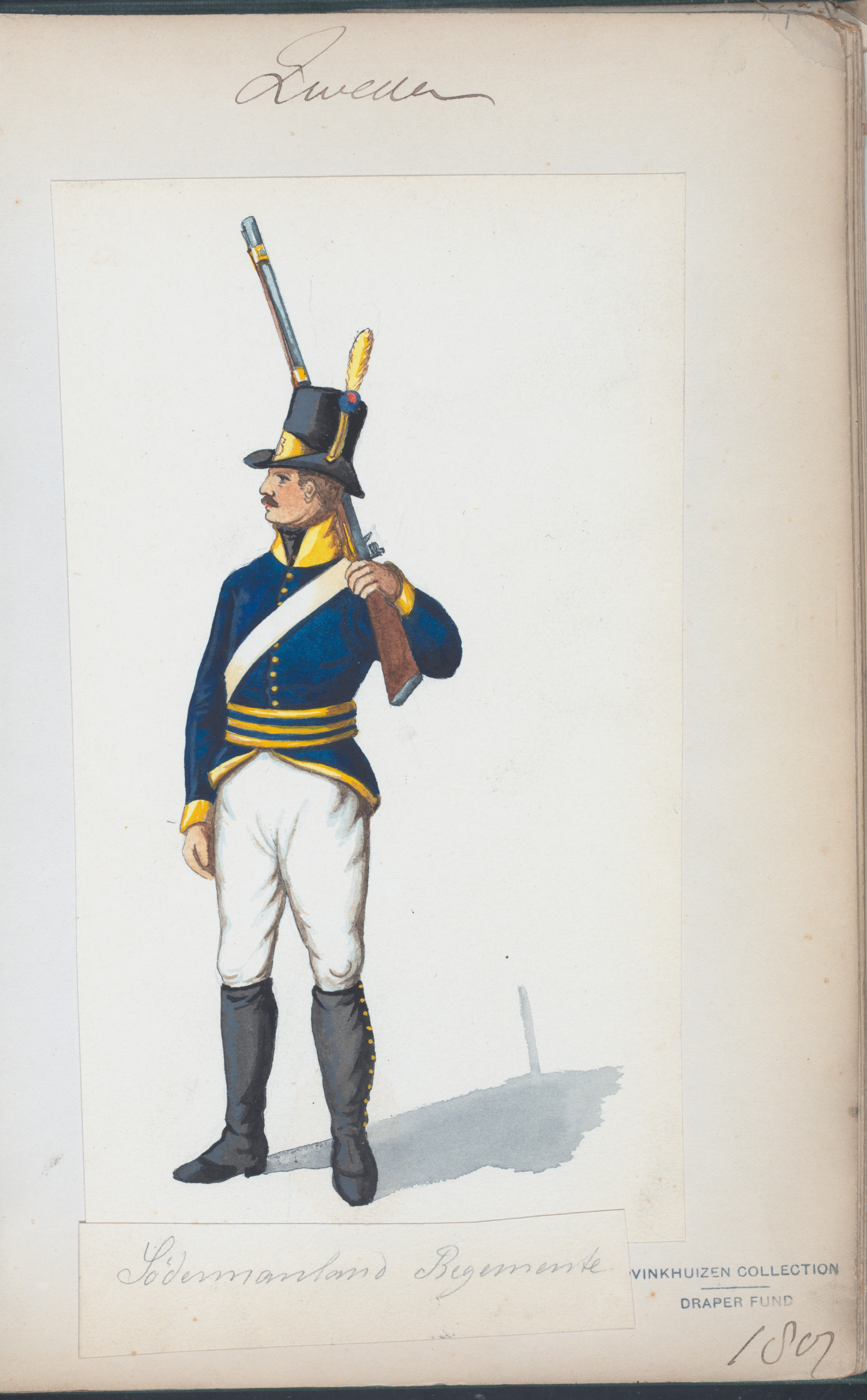
Uniform m/1806.
Uniform m/1810
Uniform m/1816
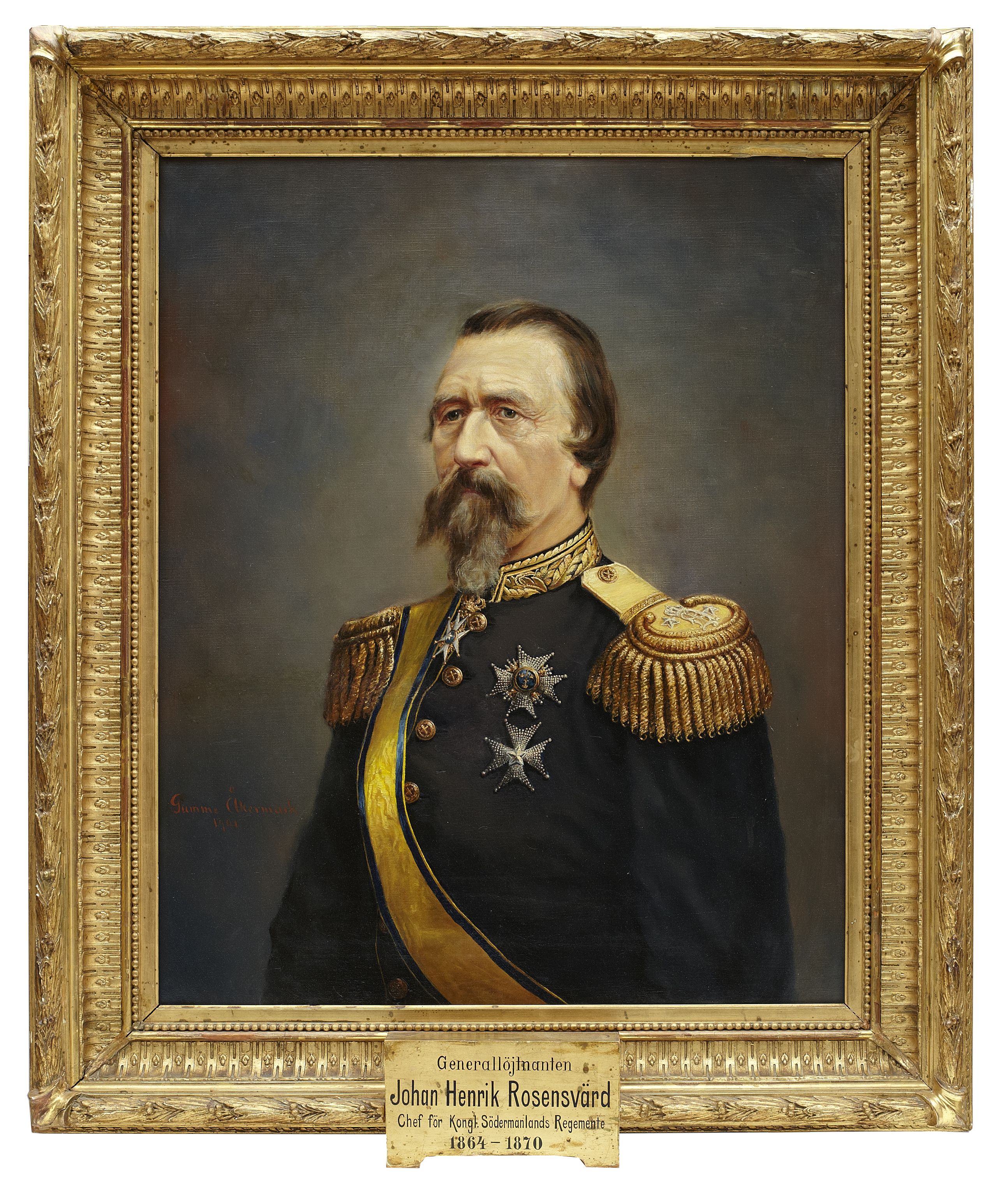
Henrik Rosensvärd överste och chef för regementet 1864-1870
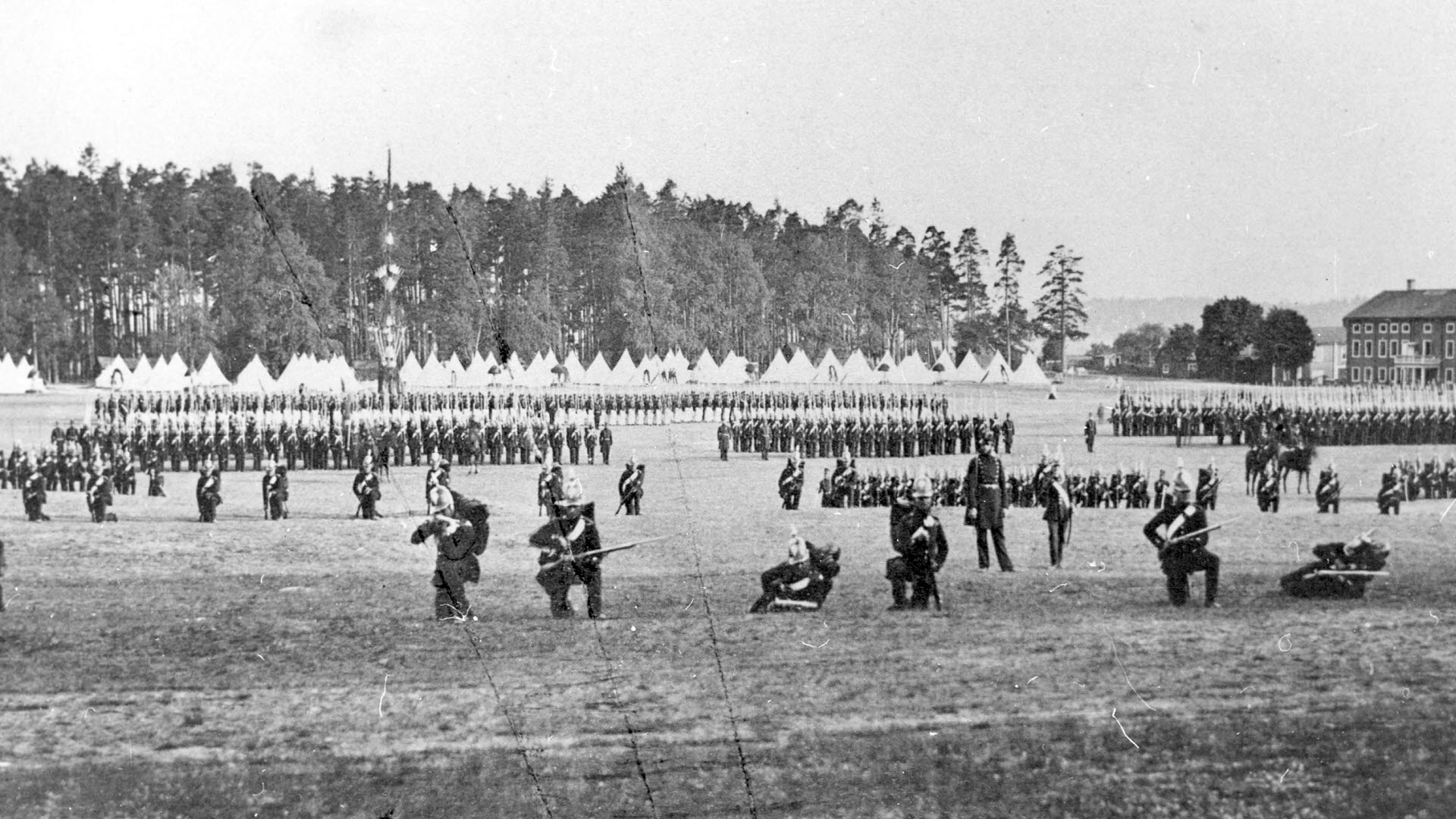
Soldater ur Södermanlands regemente övar målskjutning på Malma hed under regementsmötet 1863.